# Бакинская операция
Бакинская операция (азерб. Bakı əməliyyatı; события апреля 1920 года также именовались как Апрельская революция (азерб. آ ﭘﺭﻳﻞ ﺍﻧﻘﻼﺑﯽ , Aprel inqilabı), Апрельский переворот (азерб. Aprel çevrilişi) или как оккупация Азербайджана (азерб. Azərbaycanın işğalı)) — наступательная военная операция частей 11-й Красной армии и Волжско-Каспийской военной флотилии, проведённая в тесной координации с азербайджанскими большевиками с целью свержения азербайджанского правительства и установлению Советской власти в стране. План Бакинской операции был совместно разработан руководителями АКП(б), командующим Кавказским фронтом М. Н. Тухачевским и членом Реввоенсовета Г. К. Орджоникидзе.
Ей предшествовала сложная внутриполитическая обстановка в Азербайджане, который переживал в течение 1919—1920 годов глубокий политический и социально-экономический кризис; в уездах страны происходили вооружённые конфликты между различными политическими, социальными группами. Одновременно, в подполье, начиная с момента падения в 1918 году Советской власти, активную деятельность проявляли различные партии и организации социалистической ориентации. Для достижения своих политических целей они в феврале 1920 года объединились в Азербайджанскую коммунистическую партию (большевиков) — АКП(б).
К апрелю 1920 года части 11-й Красной армии, разгромив Добровольческую армию на Северном Кавказе, подошли к границе с Азербайджаном. Большевики Азербайджана вели на тот момент подготовку к вооружённому восстанию, которое началось в ночь с 26 на 27 апреля. Параллельно с восстанием в Баку, группа советских бронепоездов пересекла границу с Азербайджаном и совершила успешный рейд глубоко в тыл противника.
Установив контроль над важнейшими объектами столицы, большевики предъявили правительству и парламенту Азербайджана ультиматум о сдаче власти. На чрезвычайном заседании парламент проголосовал за передачу власти Азербайджанской коммунистической партии. При поддержке вступивших на территорию страны частей 11-й Красной армии новая власть в течение короткого времени установила контроль над остальной частью Азербайджана. Главным результатом этих событий стало установление в Азербайджане Советской власти (во главе с Коммунистической партией) и провозглашение независимой Азербайджанской Советской Социалистической Республики. Азербайджан сохранил свою независимость, но с образованием в 1922 году СССР утратил её.

## Революционное движение в Азербайджане после 1918 года
В июле 1918 года советская власть в Баку была свергнута, а после занятия его в сентябре Кавказской исламской армией, город стал столицей Азербайджанской Демократической Республики. Однако в подполье действовали различные партии и организации социалистической ориентации (организации «Гуммет» и «Адалят»), которые находились на большевистской позиции. Первоначально они были сильно ослаблены. Только в августе — сентябре 1918 года при взятии Баку было убито 100 членов «Адалят», а 95 оказались в заключении; выжившие и избежавшие ареста перешли на нелегальное положение. Организация «Гуммет» после падения Советской власти и вовсе оказалась почти разгромлена, пока с конца 1918 года она не стала восстанавливаться.
В отличие от большевистского крыла «Гуммет», её меньшевистское течение участвовало в провозглашении независимости Азербайджана и образовало в Национальном совете собственную фракцию. В первом парламенте Азербайджана, который начал свою работу в декабре 1918 года, её представители (Самед Ага Агамалы оглы, А. Караев, А. Пепинов, К. Джамалбеков, И. Абилов, А. Шейхульисламов) стали членами Социалистической фракции. Значительную роль в парламенте сыграли депутаты Самед Ага Агамалы оглы и А. Караев. Некоторые представители меньшевистского «Гуммет» в 1920 году присоединились к большевикам и стали активными сторонниками установления Советской власти в стране.
К ноябрю 1918 года относится начало организации азербайджанской партии левых эсеров (её представители Р. Ахундов, А. Байрамов, Г. Джабиев и др.), вступившей в тесный союз с большевиками. В национальном вопросе они, в отличие от российских левых эсеров, стояли за полное признание независимости Азербайджана и превращение его в самостоятельную Советскую республику. Весной 1919 года практически вся организация азербайджанских левых эсеров объединилась с «Гуммет».
В декабре 1918 года рабочие организации (фабрично-заводские и промысловые комитеты) объединились в «Бакинскую рабочую конференцию», ставшую вскоре постоянным высшим представительным органом бакинских рабочих. А. И. Микоян назвал её «своего рода Советом», а С. М. Киров — «рабочим парламентом». Внутри неё развернулась острая борьба между большевиками с одной стороны и меньшевиками и эсерами с другой. По мнению меньшевиков и эсеров, прерогативой Рабочей конференции должны были быть вопросы заработной платы и бытовых условий рабочих, в то время как политическую борьбу следовало вести в парламенте. Тогда большевики выступили с инициативой создания Совета рабочих, солдатских и крестьянских депутатов, что было одобрено 22 января 1919 года на заседании Рабочей конференции. К середине марта руководство Рабочей конференцией фактически перешло в руки большевиков, вытеснивших меньшевиков и эсеров, превратив её в верховный политический орган бакинских рабочих.
За годы существования Азербайджанской Демократической Республики большевики наладили выпуск многочисленных газет. На азербайджанском и русском языках издавались газеты «Набат», «Фугара садаси» («Голос бедноты»), «Коммунист», «Молот», «Пролетарий», «Рабочий путь», «Беднота», «Азербайджан фугарасы» («Азербайджанская беднота»), «Баки фехле конфрансынын ахбари» («Известия Бакинской рабочей конференции»), «Зехмет садаси» («Голос труда»), «Хуррийет» («Свобода»), «Хаг» («Правда»), «Рабочая правда», «Новый мир». 30 июля 1919 года большевистская газета «Баки фехле конфрансынын ахбари» («Известия Бакинской рабочей конференции»), редактором которой являлся меньшевик А. Караев, впервые опубликовала в переводе на азербайджанский язык новую программу РКП(б). Полностью опубликовать программу не удалось (вышло пять номеров), поскольку власти закрыли газету, но большевики потом издали её отдельной брошюрой. Как позднее говорил Н. Нариманов, номера этих газета попадали им в Москву и он даже проинформировал о них Ленина.
Некоторые революционно-настроенные лица, в том числе симпатизирующие большевикам, состояли на службе в правительственных органах и силовых ведомствах. Так, Чингиз Ильдрым, при поддержке члена парламента А. Караева, стал членом совета при Карабахском генерал-губернаторе, а затем главным помощником начальника Бакинского порта и одновременно заместителем начальника военного порта. Говоря о революционной работе в войсковых частях и на флоте, М. Д. Гусейнов писал, что «в Бакинском гарнизоне, буквально в каждой войсковой единице были наши ячейки… Так же обстояло дело и с флотом… Тов. Ильдрым был тогда помощником начальника бакинского порта, через которого мы и действовали». В азербайджанской армии служил двоюродный племянник Н. Нариманова, член «Гуммет» — Музаффар Нариманов. Позже он устроился в мусаватскую контрразведку, затем работал в конфликтном отделе Министерства труда. Супруга А. Байрамова, член РКП(б) — Дж. Байрамова — работала делопроизводителем законодательного отдела мусаватского парламента. Другой член РКП(б) — Л. П. Берия, являлся сотрудником «Организации по борьбе с контрреволюцией» при Военном министерстве Азербайджана.

### Лозунг «За независимый советский Азербайджан»
В. И. Ленин в беседе с одним из членов «Гуммет» — Д. Буниатзаде, которая у них состоялась осенью 1918 года, сказал: «Потеря 26 комиссаров во главе с тов. Степаном не должна остановить начатого нами дела, нужно собрать снова силы и перевоспитать обманутых меньшевиками и эсерами рабочих и крестьян Азербайджана и освободить их». Тогда же Д. Буниатзаде сообщил ему о том, что азербайджанские коммунисты придерживаются различных точек зрения относительно будущего государственного устройства Азербайджана:

Когда Ильичу передавал, что в Азербайджане существует два течения: первое, что при освобождении Баку и Азербайджана нужно создать самостоятельную социалистическую советскую республику, второе — что никакой республики не надо, и необходимо разделить Азербайджан на губернии и присоединить РСФСР, — Ильич по этому поводу прямо сказал, что первое мнение о создании самостоятельной Республики — правильно, а второе — является колонизаторством и даже глупостью.

Общебакинская партийная конференция, состоявшаяся 2 мая 1919 года, выдвинула лозунг «Независимый Советский Азербайджан». На состоявшейся 7—8 мая в Баку конференции партийных организаций Закавказья Бакинская партийная организация поставила вопрос о лозунге «Независимый Советский Азербайджан», но конференция, особенно члены Тифлисского бюро Кавказского Крайкома РКП(б), отвергла его. Тем не менее, 19 июля на совместном заседании Политбюро и Оргбюро ЦК РКП(б) было принято решение о признании в будущем Азербайджана независимой Советской республикой. Большевистская газета «Фугара садаси» («Голос бедноты») 17 августа сообщала, что идея создания Азербайджанской Советской республики одобрена В. И. Лениным. 20 августа, в своём письме Кавказскому краевому комитету, секретарь ЦК РКП(б) Е. Д. Стасова писала: «Объявление Азербайджана… независимой Советской республикой считаем совершенно целесообразным».
А. И. Микоян в письме Ленину от 22 мая 1919 года также отмечал:

В Азербайджане больше горючего материала, больше социальных обострённых противоречий, больше классовой почвы для переворота, больше недовольства, ненависти к существующему правительству, независимость только призрачная... Для успешности революционного движения, устранения национальных препятствий на пути к перевороту, для завоевания доверия мусульманских трудящихся масс к нам, как интернационалистам, и считая принципиально допустимым, Бакинская организация признала независимый Советский Азербайджан с тесной политической и хозяйственно-экономической связью с Советской Россией. Этот лозунг очень популярен, может сплотить вокруг себя всю массу трудящихся мусульман и поднять на восстание.

Нельзя не отметить и воспоминания Н. Нариманова и С. М. Кирова, согласно которым Советский Азербайджан, по мнению Ленина, должен был стать примером для народов Востока.

## Внутриполитическая ситуация в Азербайджане

### Социально-экономическая обстановка
К концу 1919 — началу 1920 года Азербайджан переживал глубокий политический и социально-экономический кризис. Вызванная Первой мировой войной экономическая разруха, а также, в определённой степени, и разрыв хозяйственных связей с Россией, поставили республику в тяжёлое положение. Во многих уездах происходили выступления крестьян, разваливалось хозяйство, в катастрофическом состоянии находилась нефтяная промышленность.
По сравнению с 1913 годом добыча нефти к началу 1920 года составляла немногим более 39 %, переработка — 34,5 %. В стране действовали всего лишь 18 из 40 нефтеперерабатывающих заводов, а ущерб, нанесённый нефтяной промышленности интервенцией, выражался в сумме 750 млн рублей золотом. На II-м съезде партии «Мусават» её лидер М. Э. Расулзаде отмечал, что в связи с кризисом в нефтяной промышленности рабочие нефтепромыслов содержатся за счёт правительства, а «нефтепромышленники хотят вовсе приостановить работу на промыслах». Газетой «Коммунист» нефтепромыслы того времени назывались кладбищами.
По сравнению с довоенным уровнем общая площадь сельскохозяйственных культур в 1920 году сократилась на 40 %, площадь под хлопчатником — на 99 %, виноградниками — на 30 %, а падение продукции животноводства в целом произошло на 60-70 %. Оросительная система на полях также пришла в упадок. В результате резкого сокращения посевы под хлопок составляли 2,3 % от довоенного уровня.
Не стабильной ситуацию делали не только противостояние богатых и бедных, что вызвало социальное напряжение, но и борьба рабочего класса улучшение экономического и социального положения. К сентябрю 1919 году численность безработных в Баку достигла 30 тысяч человек, а буровики из Персии стали возвращаться домой. Реальная заработная плата бакинских рабочих-нефтяников в октябре того же года упала до 18 % уровня 1914 года. При этом цены на товары неимоверно возросли. Например, цены на хлеб за вторую половину 1919 года поднялись на 100 % и более, мясо — на 56 %, рыбу — на 150 %, яйца — на 96 %, масло — на 200 %, бельевые материалы — на 100 %, шерстяные ткани — на 233 %, обувь — на 135 %. Надо сказать, что обострению возникшего продовольственного кризиса также поспособствовала экономическая блокада, введённая Добровольческой армией генерала А. И. Деникина в конце 1919 года. Деникин не мог позволить, чтоб возникшие «во вред русским государственным интересам» Грузия и Азербайджан «получали продовольствие за счёт освобождаемых от большевиков местностей России».
Член парламента от «Мусават» Кязимзаде жаловался на то, что повседневная жизнь в столице стала невыносимой, поскольку все рабочие организации оказались разрушены, а голодающие рабочие вместо 8 часов работали по 17-18 часов и в любой момент могли быть уволены. Позиция же министра внутренних дел Мустафы-бека Векилова, официально высказанная им 22 марта 1920 года, была следующей: «высшая исполнительная власть республики не намерена вмешиваться в борьбу рабочего класса за улучшение его экономического и правового положения, но всеми мерами будет подавлять антигосударственные выступления».
В придачу к этому не прекращались армяно-азербайджанские вооружённые столкновения вокруг спорных территорий на границах Азербайджана и Армении. В Азербайджан потянулся огромный поток беженцев, вместе с ними в уезды Азербайджана вернулись эпидемии и голод. Не располагая ни материальными средствами, ни финансами, мусаватское правительство не могло справиться с беженцами и нищетой.

### Вооружённые конфликты в уездах
В уездах крестьяне захватывали помещичьи земли, а порой они переходили к тактике террора. На 1919 год одним из основных центров антиправительственных выступлений являлась Ганджинская губерния, где особенно много было помещичьих латифундий. В телеграмме Елизаветпольского губернатора, полковника Векилова, полученной МВД 25 февраля 1919 года, говорилось, что «среди тёмной массы мусульман Азербайджана распространяются провокационные сведения о том, что правительство Азербайджана состоит исключительно из ханов, беков и агаларов, которые якобы оказывают покровительство только лицам бекского звания и состоятельному классу населения». Такая поддержка со стороны правительства имело место. Министр внутренних дел Н. Усуббеков в письме генерал-губернатору Х. Султанову писал, что Министерство земледелие «настойчиво проводит принцип безусловного охранения впредь до проведения аграрной реформы этого земельного положения, которое существовало до настоящего времени». В одном из писем крестьян говорится о явной поддержке губернатором и уездным начальником беков селения Оксюнюзлю. Ситуацию в уездах также обостряли спекуляции вокруг земли
В условиях вакуума власти возникло множество вооружённых отрядов или бандформирований. Возникшие в течение 1918—1919 годов банды представляли собой собственно власть в Гянджинском, Казахском, Ленкоранском, Нухинском и Шамхорском уездах. Состав их со временем существенно менялся, включая в свои ряды беглых преступников, обезземеленных беков и крестьян, обедневших и лишившихся собственности кочевников, беженцев из Карабаха и Нахичевани и дезертировавших из азербайджанской армии солдат. В селении Кызыл-Гаджили возник отряд под руководством бывшего заключённого Мешади Кадира. Её образованию послужила кровная месть между ним и одним авторитетным жителем деревни. В эту банду влились дезертиры, разбойники из окрестных гор и армяне. Летом 1919 года она уже держала под своим контролем весь Казахский уезд, грабя помещиков и требуя от них отдать свою землю крестьянам. Кроме помещиков грабили крестьян и убивала тех, кого принимала за представителей государственной власти. В Казах был послан полицейский контингент, а в октябре здесь уже оперировала армейская группировка с артиллерией и пулемётами.
В районе другого селения Казахского уезда — Юхары-Айплы, действовал отряд во главе с беглым заключённым Кербалаи Аскером, который убивал беков и государственных чиновников вместе с их семьями. После того как эта группировка уничтожила всё имущество беков из рода Султановых, последние вынуждены были оставить Шамхорский уезд. Ганджинский уездный начальник предупреждал губернатора, что если не будут приняты срочные меры для уничтожения отряда Кербалая Аскера, то «авторитет и популярность его среди масс, влияние его на население возрастут до грандиозных размеров».
Наиболее же крупный размах приняло крестьянское движение под руководством Гатыр Мамеда, который установил связь с большевиками, работающими в деревне. Он сжигал дома богатых, захватывал их имущество и убивал тех, кто оказывал сопротивление. Объединённые силы во главе с Гатыр Мамедом, Кербалаи Аскером, М. Алиевым и Кор Вели численностью 600 человек 20 марта 1919 года окружили второй по величине город — Гянджу, вынудив губернатора И. Векилова оставить свой пост и с остатками воинских частей уехать в Баку. Это событие послужило одной из причин падения кабинета Фатали Хан Хойского. 20 июля был убит Кербалаи Аскер, а 18 сентября Гатыр Мамед. Несмотря на ликвидацию последнего, вооружённая борьба в Гянджинском уезде не прекращалась.
Напряжённой оставалась обстановка на Мугани, равно как и в Ленкоранском уезде, где, фактически, царило безвластие. Здесь, как и в Гянджинском уезде, появились вооружённые отряды. Так, в селе Мистан Зювандского участка возник отряд из крестьян во главе с кузнецом Бала Мамедом. В Муганской степи шла война между сёлами, где к «большевистским» относились Привольное, Грибоедовка, Петровка, Григорьевка, а к «контрреволюционным» — Новоголовка, Андреевка, Астрахановка, Покровка, Николаевка.
На фоне падения Бакинской коммуны и установлении Диктатуры Центрокаспия власть в регионе перешла к «Диктатуре пяти», которую затем сменила Муганская краевая управа. Последняя сначала ориентировалась на Главнокомандующего войсками и флотом в Прикаспийском крае Л. Ф. Бичерахова, а затем на командующего Добровольческими войсками на Кавказе, генерала М. А. Пржевальского. Царившую здесь обстановку описал красноармеец Осипов:
Положение тогда в Ленкорани было неопределённое, каждый выдавал себя за власть. Даже улицы так назывались: рябовская улица, здесь Акопов, тут Осипов и т.д. Каждую ночь там шла охота между этими группировками. Сегодня хотели арестовать Акопова, завтра Шевкунова и т.д. Словом, полная анархия. Ночью мы не могли выйти на улицу.
Весной 1919 года на территории Ленкоранского уезда и Мугани большевики провозгласили Советскую власть. На тот момент это было единственное место в Закавказье, где существовала Советская власть. Против Муганской Советской Республики выступили как азербайджанские части, так и муганские отряды под командованием бывших царских офицеров. В наступлении участвовали британские гидросамолёты и военные суда. Летом 1919 года азербайджанские войска установили контроль над регионом.
Орган мусаватского правительства — газета «Азербайджан» — писала: «К великому сожалению, большевистская агитация в сёлах и деревнях пользуется большим успехом». Крайком партии, характеризуя положение в Азербайджане в феврале 1920 года, информировал ЦК РКП(б): «…В рабоче-крестьянских массах мы пользуемся абсолютным влиянием… Успешная работа идёт и в армии во многих частях… и мы уверены в их поддержке».

### Кризис власти
В глубоком кризисе находилась и государственная власть. Парламент по закону состоял из 120 членов, но за всё время своего существования он никак не мог укомплектоваться. На заседания парламента многие члены приходили редко, а некоторые вообще не являлись, в результате чего до 20 заседаний парламента сорвались из-за отсутствия кворума. Дело дошло до того, что на отсутствующих решили накладывать штраф.
За весь период своей деятельности на рассмотрение парламента поступило 230 законопроектов, из которых более 2/3 было предоставлено министерствами финансов, юстиции, внутренних и военных дел, в то время как министерства народного просвещения, здравоохранения и труда внесли до 30, а министерство земледелия — 12 законопроектов. Эти законопроекты рассматривались различными комиссиями (финансово-бюджетной, военной, земельной и т. д.) и застревали там. Ярким примером может служить бесконечное обсуждение, перенесение и снятие законопроекта по аграрному вопросу. На II-м съезде «Мусават» М. Б. Мамед-заде вынужден был заявить, что «правительство…. не выполнило своего обещания по крестьянскому вопросу», а М. Э. Расулзаде сказал: «Мы руководствуемся пока в этом вопросе старыми законами, …николаевскими законами».
В органах и ведомствах правительства царили произвол, взяточничество, злоупотребления, спекуляции и т. д. Дело доходило до политических скандалов. Например, дело вокруг тайной сделки министра торговли и промышленности М. Асадуллаева о продаже нефти привело к отставке кабинета Ф. Х. Хойского, которого сменил Н. Усуббеков.
Политическую нестабильность в стране усугубляла ожесточённая борьба между различными партиями, такими как «Мусават», «Иттихад», «Ахрар», социалистами, беспартийными и т. д. Иттихадисты и турецкие военно-националистические организации, возглавляемые Халил-пашой, Руфат-беем, Якуб-беем и другими, выступали за союз с Советской Россией. За установление дружеских отношений с Россией стоял лидер беспартийных в парламенте Бехбудхан Джаваншир, а также член партии «Мусават» М.-Г. Гаджинский. Непростой оказалась судьба правительства Н. Усуббекова, поскольку началась внутренняя борьба между Ф. Хойским, который представлял антисоветские элементы, и М.-Г. Гаджинским.
Внешняя и внутренняя политика правительства подвергалась резкой критике со стороны довольно сильного левого крыла самой партии «Мусават». Большевистская газета «Новый мир» писала: «Партия мусаватистов потеряла всякое влияние в стране. Она ещё стоит у власти, она ещё руководит политикой, но она уже висит в воздухе, уже не имеет никакой почвы в широких кругах населения… Партия „Мусават“ уже изжила себя».

### Разложение армии
Широкий размах приняло дезертирство из рядов вооружённых сил Азербайджана, на разложении которых сказывалась проводимая в ней большевистская агитация. Военный министр С. Мехмандаров с тревогой писал председателю Совета Министров: «Я опасаюсь разлагающего влияния большевиков на войска бакинского гарнизона, так как Баку является ныне центром деятельности закавказских большевиков». Военное министерство обратилось к председателю правительства с просьбой о том, чтобы Бакинское сыскное отделение усилило свой надзор в казармах за пропагандой в войсках гарнизона.
Помимо Баку, большевистская агитация охватила также воинские части, дислоцированные в уездах. Мирза Давуд Гусейнов позже писал: «Были у нас организации среди гарнизонов Ленкорани, Карабаха и Кубы». Министр внутренних дел Азербайджана в своей телеграмме от 10 марта 1920 года на имя генерал-губернатора Закатальского округа требовал «немедленного закрытия читален-столовых в Кахи, Закаталах, Белоканах, превращённых в места агитации большевизма». Тогда же Ленкоранскому партийному комитету удалось организовать среди военнослужащих три партийные ячейки. Дело доходило до волнений в некоторых воинских частях. Так, в марте аскеры (солдаты) 5-го полка отказались выступить на Карабахский фронт, причём, по сообщению М. Д. Гусейнова, в 5-м полку целые роты стояли на стороне большевиков. Судя по имеющимся материалам, симпатии к большевикам стали проявлять и военачальники. Как позднее писал А. Караев, с правительством не соглашался помощник (заместитель) военного министра, генерал А. Шихлинский, который «переходит на нашу сторону, предлагая нам свои услуги». Позже, во время вторжения, Шихлинский откажется взрывать железную дорогу для предотвращения проникновения бронепоездов.
Помимо агитационно-пропагандистской деятельности большевиков, разлагающее влияние на вооружённые силы также оказывали условия, царившие внутри армии, в которую попадали бедные слои населения. По признанию самого военного министра С. Мехмандарова, «в армию попадала одна беднота. Нигде я не встретил в армии зажиточного человека, бека, хана и т. д.» Бедняки не выдерживали холода, голода и болезней и ежедневно попадали на кладбище Чемберекенда. По воспоминаниям Б. Байкова, на улицах Баку он видел оборванных и босых солдат. Предназначенные же для боя лошади представляли собой кожу и кости.
В начале 1920 года азербайджанская армия сама по себе распалась. В середине апреля в 5-м Бакинском полку из 1000 аскеров осталось всего 300 человек, в 4-м Кубинском полку — 400 человек, в 1-м конном полку — 380, в 8-м Агдашском полку — 400, во 2-м Карабахском конном полку — 250, в 3-м Шекинском конном полку — около 200, в 3-м Гянджинском пехотном полку— около 400 человек. По одним данным, в течение весны из карабахской армии, брошенной на подавление армянского восстания, дезертировало около 35 тысяч солдат; количество неповиновений и бунтов повсеместно увеличилось. По свидетельству генерал-майора Г. Салимова, к тому моменту от многих воинских частей остались лишь наименования на бумаге.

## В преддверии восстания

### Образование АКП(б)
На начало 1920 года коммунистические организации Азербайджана не представляли политического единства, в целях дальнейшей работы им необходимо было объединиться в одну партию. Однако конфронтация, возникшая между большевистским и меньшевистским крыльями «Гуммет», обернулась их окончательным размежеванием. Левые гумметисты предприняли попытку объединиться с азербайджанскими эсерами во главе с Р. Ахундовым, но и здесь им не удалось прийти к согласию. Эсеры стояли на позиции, что только азербайджанцы, как единственные выразители интересов своей нации, должны войти в составе формирующей Коммунистической партии Азербайджана. Раскол среди членов «Адалят» удалось предотвратить усилиями В. Нанейшвили, А. Микояна и Д. Буниатзаде, и на их общей конференции был избран новый ЦК. В этот период вопрос об объединении рассматривался на собраниях всех партий. Эсеры выступали за необходимость использования азербайджанской интеллигенции, несправедливо отстранённой от происходящих событий; заходили речи об истинных виновниках мартовских событий.
11—12 февраля 1920 года в Баку состоялся съезд коммунистических организаций Азербайджана, провозгласивший создание Азербайджанской коммунистической партии (большевиков) — АКП(б). В съезде принимали участие свыше 120 делегатов (по 30 человек от бакинских комитетов РКП(б), «Гуммет» и «Адалят» и более 30 делегатов от уездных партийных организаций). Съезд проходил нелегально в помещении Рабочего клуба в Баку, при закрытых окнах. Съезд постановил «объявить Азербайджанскую коммунистическую партию частью Кавказской Краевой организации и Кавказский Краевой комитет считать своим руководящим органом», а в своей резолюции «О текущем моменте» перед азербайджанскими коммунистами основной целью было поставлено «практически подготовить рабочих и крестьян к выступлению для свержения существующего правительства».
Западные историки совсем иначе трактовали образование АКП(б), что, в свою очередь, не мешало советским азербайджанским авторам обвинять тех в искажении исторических фактов. Например, Фируз Каземзаде утверждал, что «несмотря на протесты краевого комитета, в нарушение партийной дисциплины азербайджанцы Караев, Султанов, Ахундов, Гусейнов и другие отделились и создали отдельную Коммунистическую партию Азербайджана». Свентоховский, со своей стороны, отмечал, что «возобновлению деятельности большевиков» при мусаватском режиме помогла «атмосфера либерализма, поощрявшаяся английскими интервентами…» и что «коммунисты-азербайджанцы проявили нежелание раствориться в русской партии…». Образование Коммунистической партии Азербайджана Свентоховский рассматривает как «конфликт между русским централизмом и азербайджанским сепаратизмом».

### Контрмеры властей. Правительственный кризис
Поскольку в воинских частях происходило брожение среди военнослужащих, то правительство могло рассчитывать на полицию, обладавшую широкими полномочиями. Бакинский полицмейстер Рустам-бек Мирзоев выпустил циркулярные указания районным приставам, в которых сообщил про наличие у него сведений об усилении коммунистами нелегальных собраний и митингов, относительно которых нет ни одного случая донесения и обнаружения. Он предложил приставам «иметь наистрожайший надзор за нелегальными собраниями коммунистов», при обнаружении которых задерживать его участников и тут же доносить ему.
В последние месяцы перед свержением, власти страны усилили репрессивные меры против большевиков. По распоряжению Бакинского генерал-губернатора М. Г. Тлехаса 22 февраля 1920 года была опечатана типография, издававшая большевистскую газету «Новый мир», а наборщики типографии арестованы. М. Г. Тлехас спустя несколько дней рапортовал об организации им мер по недопущению в подведомственный ему район большевиков и выселению из Баку «всех враждебных республике лиц». 9 марта была закрыта газета «Азербайджан фугарасы» («Азербайджанская беднота»). Министр внутренних дел Азербайджана Мустафа-бек Векилов в интервью газете «Азербайджан» заявил, что «правительство не допустит ведения большевистской работы в массах, в какой бы форме она не протекала», пообещав «беспощадно искоренить большевизм». 10 марта он потребовал арестовать Захария Балахлинского.
15 марта в ходе налёта на Центральный рабочий клуб в Баку, где состоялся митинг, посвящённый памяти погибшего в Дагестане С. Казибекова, были арестованы 24 активиста-коммуниста, в том числе Дадаш Буниатзаде, Касум Исмаилов, Сумбат Фатализаде и другие. 18 марта полицией был арестован, а спустя время убит один из руководителей боевой организации большевиков Азербайджана, член ЦК Компартии Азербайджана Али Байрамов. Его обезглавленное тело и голова были выброшены в одном из рабочих районов города, около бывшего завода Хатисова (впоследствии завод им. лейтенанта Шмидта). Весть о его аресте разнеслась по городу ещё до обнаружения тела. И. о. министра внутренних дел Ш. Рустамбеков и полицмейстер Р. Мирзоев, отвечая с трибуны парламента на вопрос депутата А. Караева, опровергли арест полицией А. Байрамова. По указанию прокурора Назарова было возбуждено уголовное дело об исчезновении А. Байрамова, а Министерство юстиции в свою очередь завело специальное наблюдательное дело «по ходу следствия об убийстве Али Байрамова» под надзором того же Ш. Рустамбекова. В том же месяце был арестован почти весь состав Гянджинского комитета партии, который вёл широкую работу по подготовке к восстанию. 25 марта министр внутренних дел обратился к главе МИД с просьбой срочно вступить в переговоры с дипломатическим представителем Грузии о планомерной отправке через Грузию в Батуми арестованных большевиков, поскольку их невозможно было содержать в провинциях из-за их не надёжности.
Предпринимались меры к недопущению проникновения большевиков в Дагестан и обратно в Азербайджан. Так, кубинский уездный начальник Агакишибеков в своём рапорте бакинскому губернатору от 1 апреля докладывал об учреждении в уезде охраны в Яламинском и Хазринском районах и организации мер по охране границы. 7 апреля военный генерал-губернатор Бакинского района издал приказ столичному полицмейстеру укрепить военные пункты на морском побережье и ближайших островах, указав на «в высшей степени большое государственное значение» этой меры. По словам Ч. Ильдрыма, власти, укрепляя свои позиции на Баилово, в Шихово и на острове Нарген, заявляли о своём намерении создать здесь второй по своей укреплённости Кронштадт. В Баку стягивалась полиция. 15 апреля министр внутренних дел приказал направить в столицу 100 стражников из Гянджинского, Шемахинского и Агдамского уездов.
20 марта министр труда и земледелия от социалистов А. Пепинов на заседании парламента заявил протест в связи с закрытием Рабочего клуба и произведёнными арестами. На предложение срочно обсудить это заявление правительство большинством ответило отказом, после чего А. Пепинов подал в отставку и 23 марта сложил свои министерские полномочия. В тот же день Бакинский совет профсоюзов и Президиум Центральной Рабочей Конференции обратились с письмом к министру труда, протестуя против преследования рабочих организаций и требуя открытия закрытых помещений и освобождения арестованных. По причине арестов коммунистов депутаты от Социалистической фракции к концу месяца отказались поддержать Кабинет министров Н. Усуббекова, что стало последней акцией партии «Гуммет», которая почти растворилась в небольшом кругу политиков и теперь окончательно распадалась. В течение нескольких недель гумметисты один за другим присоединились к Коммунистической партии и, таким образом, для всех завершался раскол среди азербайджанских марксистов.
30 марта, в результате обострения отношений между Ф. Хойским и М.-Г. Гаджинским, последний покинул состав правительства. Уже 1 апреля в отставку ушёл Кабинет министров Н. Усуббекова. Вслед за А. Пепиновым 9 апреля в отставку подал другой министр от социалистов — Д. Гаджинский. После того как 15 апреля Аслан-бек Кардашев от имени «Ахрар» объявил о выходе из коалиции и отзыве своих представителей из кабинета министров, мусаватисты в правительстве остались в изоляции. В самом парламенте развернулись острые дебаты между различными партиями. Депутаты от «Иттихад» выступали за военный союз с Советской Россией и даже предлагали коммунистам совместно устроить переворот.
Чтоб удержать лидерство в формируемом Кабинете министров, партия «Мусават» выдвинула кандидатуру М.-Г. Гаджинского, которого поддержали «Ахрар» и «Иттихад». Противником этой кандидатуры являлось правое крыло «Мусавата», оказывавшее сильное давление на парламентскую фракцию. М.-Г. Гаджинский вступил в переговоры с большевиками, предлагая им министерские посты, на что последовал отказ.

### Подготовка к восстанию
25 октября 1919 года на общебакинской партийной конференции было принято решение о захвате власти. Революционный штаб во главе с Мирзой Давуд Гусейновым, созданный большевиками в конце 1919 года, занялся непосредственной подготовкой к вооружённому восстанию. С Северного Кавказа и из Астрахани в Баку нелегально доставлялись деньги и оружие (например, 5 млн рублей бакинские большевики получили в феврале 1920 года).
Для покупки оружия осенью 1919 года из Баку в Тифлис нелегально прибыл Г. Султанов. Он приобрёл большое количество оружия (два вагона) и привёз в Баку. После установления советской власти в Красноводске большевики стали получать оружие и из Средней Азии от командования Туркестанским фронтом. Только в марте 1920 года в Баку из Туркестана прибыло три парусные лодки с оружием. Получаемое оружие хранилось на ряде баз, созданных военно-боевым штабом в рабочих районах Баку. В частности, в доме № 37 на 1-й Баиловской улице имелся склад, где хранилось большое количество оружия, взрывчатые вещества, ценности и т. д. Бакинское бюро Краевого комитета большевистской партии в одном из своих писем на имя С. М. Кирова о плане проведения восстания пишет следующее:

Наш план таков: усиливаем работу военной секции, подпольно организуя боевые силы, и принимаем выжидательное положение. Все наши выступления приурочиваются к наступлению с Астрахани, без которого мы не мыслим наше выступление... Силы наши в одном городе Баку 20—30 тысяч человек невооружённых. Муганская степь располагает 8—10-тысячной вооружённой силой... Население Елисаветпольской губернии настроено революционно. Такое же настроение чувствует среди населения Бакинской губернии. В случае переворота эти силы будут на нашей стороне. У нас... имеется 2500 винтовок, патроны, бомбы, револьверы и проч.

В телеграмме С. М. Кирова от 7 марта, обращённое к ЦК РКП(б), сообщалось, что после признания Антантой независимости Азербайджана де-факто правительство «обрушилось на большевиков, которые теперь ушли в подполье; однако пленум Краевого Комитета надеется, что при приближении Красной Армии к Петровску и действии нашего флота ему удастся местными силами произвести переворот в Азербайджане». При этом стоит сказать, что Киров сам был вовлечён в подготовку переворота, содействуя бакинским большевикам путём посылки работников, денежных средств, оружия и боеприпасов. Сообщив ЦК РКП(б) о положении большевиков в Азербайджане, он спустя два дня, 9 марта, направил письмо на имя А. И. Микояна, в котором предложил ряд мер для совместных действий вооружённых бакинских отрядов и XI Красной Армии. В конце месяца, 30 марта, секретарь Дагестанского обкома РКП(б) и заместитель председателя Ревкома Дагестана Б. П. Шеболдаев получил телеграмму от депутата азербайджанского парламента, меньшевика А. Караева, который информировал следующее: «Готовимся в Баку к перевороту в ближайшие дни. Перед началом действий выпустим воззвание к рабочим и крестьянам Азербайджана о цели своего похода».
В то же марте азербайджанским властям удалось выйти на след большевистской военной организации и при захвате её Бакинского штаба в руки полиции попал ряд важных документов. 30 марта некоторые документы опубликовала газета «Азербайджан» (под заголовком «Раскрытие большевистского заговора»), а 2 апреля — тифлисская газета «Грузия» (под заголовком «Большевистский заговор в Баку»). Как явствует из газеты «Азербайджан», власти смогли выяснить про готовящееся большевиками восстании в Баку и во всём Азербайджане. Эти документы дают подробные сведения о ходе подготовки к восстанию. Большевики необходимым считали провести учёт тех членов партии, которые способны нести оружие, и распределить взятых на учёт по категориям с указанием специальности военной подготовки, а также сформировать отряды, выделить командиров и т. д. Кроме этого, есть предложение для начальников и политических комиссаров отдельных отрядов, чтобы они занимались изучением положения частей неприятеля как в своём районе, так и в окрестностях своего боевого участка, а также выделили в каждом отряде резерв невооружённых бойцов и держали их в состоянии готовности к мобилизации.
22 апреля на экстренном заседании Бакинского бюро Кавказского крайкома РКП (б) и ЦК АКП с участием представителей XI Красной Армии было принято решение предъявить 27 апреля правительству Азербайджана ультиматум о сдаче власти. Чтобы избежать неблагоприятных последствий в Турции и других мусульманских странах, представители АКП(б) получили из штаба XI Красной Армии гарантию того, что войска не войдут в Азербайджан раньше, чем через 24 часа после начала восстания.
24 апреля Кавказский краевой комитет РКП (б), Центральный и Бакинский комитеты АКП (б) издали постановление об объявлении партийной организации бакинского района на военном положении. В соответствии с ним, было объявлено о немедленном приведении партийной организации Бакинского района в полную боевую готовность. Боевому штабу, который был провозглашён верховным партийным органом, делегировались все функции высшего партийного управления и командования. В его распоряжение переходили ЦК АКП, БК АКП и все районные комитеты, общая организационная работы которых на время приостанавливалась. Постановление объявило мобилизованными всех членов партии, приказав им беспрекословно выполнять все предписания и распоряжения Боевого штаба. Более того, каждому члену партии следовало находиться на месте и быть в любую минуту на учёте партийной и боевой организации. Дезертирством, согласно постановлению, объявлялось малейшее уклонение от исполнения тех обязанностей, которые возлагались Боевым штабом на члена партии, равно как попытка укрыться и промедление в исполнении поручений, что рассматривалось как предательство и измена и подлежало наказанию. Тогда же вышел нелегальный номер органа ЦК и БК АКП(б) — газеты «Новый мир» — с лозунгами: «Долой бекско-ханское правительство мусавата!», «Да здравствует Советская власть!», «Да здравствует Советский независимый красный Азербайджан!».
25 апреля уже в самой правительственной типографии были нелегально напечатаны коммунистические воззвания, листовки и плакаты ко дню вооружённого восстания. Утром 26 апреля состоялось экстренное заседание ЦК АКП (б) и Бакинского бюро Кавкрайкома РКП(б). На нём был образован оперативный штаб по руководству восстанием (состав штаба: М. Д. Гусейнов, И. И. Довлатов, Е. А. Кванталиани, В. И. Нанейшвили, Г. Султанов и И. Н. Чикарёв). Военно-оперативное руководство ходом восстания осуществлялось в двух центрах — Главном штабе, расположенном в доме № 101 на Гимназической улице (ныне ул. Л. Толстого), и Городском штабе в доме № 36 на Шахском переулке близ Джума-мечети.

## Накануне марша 11-й Красной армии

### Военно-политическая ситуация весной 1920 года
Пока азербайджанские коммунисты готовились к восстанию, Красная Армия, ведя кампанию по разгрому белых войск Юга России на Дону и Северном Кавказе, приближалась к границе с Азербайджаном. В марте С. М. Киров сообщал в ЦК РКП (б), что азербайджанские коммунисты рассчитывают при приближении частей Красной армии и флота организовать восстание и при поддержки восставших рабочих и крестьян свергнуть мусаватское правительство.
К весне 1920 года Советская Россия признала независимость трёх несоветских государств, появившихся на территории бывшей империи: Польши, Финляндии и Эстонии. На пространстве распавшейся империи к тому моменту сражались несколько сил (на юго-востоке Украины действовали махновцы, белогвардейцы обороняли Крым, в Карелии продолжалась война с белофиннами и т. д., но особое внимание занимали события на польском фронте. 6 марта польские войска начали наступление в Белоруссии, взяв Мозырь и Калинковичи. Предпринятое 12-й и 14-й Красными армиями наступление на Украине, как и четыре попытки отбить Мозырь, не увенчались успехом.
В марте среди большевистского руководства окончательно взял верх курс, направленный на решение азербайджанского вопроса силовым путём. Тем не менее, даже В. И. Ленин испытывал некоторые сомнения. Обострение советско-польских отношений заставило его задуматься о целесообразности проведения операции. Вместе с тем, на обсуждение им ставился вопрос о продолжении дипломатического диалога. В письме Л. Д. Троцкому от 11 марта, В. И. Ленин вопрошал: «Хан-Хойский, хотя и полемизирует, но усиленно напрашивает на переговоры. Если бы все силы пришлось направить против Польши и Финляндии, и если бы мирным путём можно было получить нефть, не следовало ли бы отсрочить там войну». Несмотря на то, что обострение ситуации с Польшей вынуждало В. И. Ленина избегать затратной или затяжной борьбы в Закавказье, перспектива боевых действий на Западном фронте, по мнению А. Маршалла, показала крайнюю необходимость Советской России в нефти, отчего 17 марта он санкционировал организацию переворота по свержению правительства в Баку. Российский историк В. М. Муханов считает, что выбранный вариант В. И. Ленин посчитал правильным в связи с утешительными донесениями, исходившими от Кавказского фронта, где Красная армии успешно продвигалась на Северном Кавказе. В тот день, 17 марта, В. И. Ленин телеграфировал членам Реввоенсовета Кавказского фронта — И. Т. Смилге и Г. К. Орджоникидзе:

Взять Баку нам крайне, крайне необходимо. Все усилия направьте на это, причём обязательно в заявлениях быть сугубо дипломатичными и удостовериться максимально в подготовке твёрдой местной Советской власти. То же относится и к Грузии, хотя к ней относиться советую ещё более осторожно.

Отдельные части необходимо было перебросить с Кавказа на польский фронт, где положение ухудшилось. Потому не план Бакинской операции стал предметом обсуждения, а количество сил, которые предполагалось в неё вовлечь. 21 марта председатель Реввоенсовета Л. Д. Троцкий по прямому проводу вступил в контакт с И. В. Сталиным, который занимался переброской подкреплений на Кавказский фронт. Л. Д. Троцкий сказал, что с овладением Новороссийска и Грозного «предполагается взять у вас 3 стрелковые дивизии и 3 кавалерийские. Пополнения могут быть вам даны только с открытием навигации» и ставил вопрос: «прошу ответить, считаете возможным при таких условиях немедленно вести операцию для овладения и удержания Баку? Примите во внимание возможности поддержки Азербайджана Грузией…». И. В. Сталин ответил, что против поляков можно направить 6 дивизий, находящихся в распоряжении Кавказского фронта, а «остальными силами можно смело удержать Бакинский район. Грузины не опасны, если обещаем нейтралитет».
К тому времени, 11-я Красная армия, подошла к Дагестану, где продолжались боевые действия белогвардейцев с дагестанскими повстанцами. Действующий здесь турецкий генерал Нури-паша в ночь на 21 марта бежал из Дагестана в Азербайджан. Тогда же обостряется ситуация в Карабахе. В ночь с 22 на 23 марта, во время празднования Новруза, армянские вооружённые отряды внезапно напали на азербайджанские гарнизоны в Шуше, Аскеране и Ханкенди, пытаясь застать азербайджанские войска врасплох. Азербайджанское правительство перебросило основную часть вооружённых сил страны в Карабах для подавления мятежа.
Пока азербайджанские войска были заняты подавлением восстания в Карабахе, борьба за Дагестан приняла заключительный характер. 1-й Дербентский Советский полк и лезгинские повстанцы в ночь на 25 марта атаковали и взяли Дербент, после чего двинулись к порту Петровска. Перешедшие в наступление повстанцы Северного — Темир-Хан-Шуринского фронта, 26 числа прорвали фронт и на следующий день овладели Темир-Хан-Шурой к югу от Петровска. К северу от города, 11-я армия 28 марта вошла в Хасавюрт. Объединённые силы красноармейцев и повстанцев 30 марта заняли Петровск. Погрузившись на пароходы, войска генерала Д. П. Драценко ушли в Баку. Части XI Красной Армии вышли к азербайджанской границе.
В данном свете стоит отметить также замечания академика П. Азизбековой. Она отмечала, что партийно-государственное руководство Советской России мыслило идеей Карла Маркса о мировой революции, связывало российскую революцию с революцией в развитых странах (Германии, Франции, Англии). Она приводила слова Бухарина: «...каждое пролетарское государство имеет право на красную интервенцию», поскольку «распространение Красной Армии является распространением социализма, пролетарской власти, революции». Прося не понимать её таким образом, что она отрицает революционные процессы в Азербайджане, П. Азизбекова заключает: «Октябрьская революция была революцией прежде всего русской. Затем уже в ходе борьбы с Белой армией революция в лице Советской власти распространилась на окраины бывшей империи. Так было и у нас в Азербайджане, так было в Закавказье».

### Подготовка к операции
В течение ближайших дней в Дагестане началась передислокация частей Красной Армии, а также стягивание новых сил. В соответствии с приказом от 2 апреля, изданного командующим 11-й Красной армии М. К. Левандовским и членом Реввоенсовета армии К. А. Механошиным, командиру корпуса Смирнову надлежало переправить некоторые воинские части из одного места в другое, в том числе из Порт-Петровска на Дербент, а 7-ю кавалерийскую бригаду 34-й кавдивизии перебросить с Терека дополнительно в распоряжение 7-й кавдивизии. Тот же приказ предписывал двигаться в Порт-Петровск 49-й дивизии и терской группе корпуса Нестеровского; последнему предлагалось вместе с корпусом Смирнова расположить свои части в Дагестане. Также ожидалось, что к середине месяца в Темир-Хан-Шуру прибудут 39-я дивизия, кавалерийская дивизия Курышко, 2-я и 32-я дивизии. 15 апреля министр иностранных дел Азербайджана Фатали Хан Хойский направил ноту наркому иностранных дел РСФСР Г. В. Чичерину, в которой, в частности, говорилось: «…ныне наблюдается концентрация значительных войсковых сил российского советского правительства в пределах Дагестана — в Дербентском районе у границ Азербайджанской Республики. Азербайджанское правительство, не будучи осведомлено о намерениях советского правительства, просит срочно уведомить о причинах и целях концентрации войск в указанных районах». Но эта нота осталась без ответа.
Реввоенсовет 11-й Красной армии учитывал, что в случае вступления Красной Армии на территорию Азербайджана на помощь мусаватистам могут прийти грузинские меньшевики. То, что такая опасность существует, Г. К. Орджоникидзе 5 апреля телеграфировал Ленину. Более серьёзной опасностью могло стать англо-американское вторжение. В связи с этим следовало подготовить внезапный удар частей армии одновременно с вооружённым восстанием в Баку. В 3 часа ночи 21 апреля командование Кавказского фронта издало директиву командованию XI армии и Волжско-Каспийской военной флотилии о наступлении на Баку. Операцию по овладению территории Бакинской губернии приказывалось начать 27 апреля в районе ст. Ялама — Баку с поддержкой десанта и закончить в пятидневный срок, не допуская порчи нефтяных промыслов.
22 апреля 39-й кавалерийский полк задержал 15 человек, пришедших из Баку. Во время опроса в штадиве 7-й кавалерийской дивизии они дали следующие показания: Баку укреплён с моря, причём на острове Нарген установлена тяжёлая артиллерия и ожидают советской эскадры из Астрахани. Также они сообщили о закрытии Рабочего клуба и аресте нескольких членов, раскрытии склада оружия рабочих и что бакинские рабочие с нетерпением ждут советские войска.
23 апреля вышла новая директива командования Кавказского фронта, приказывающая «конечной задачей 11 армии считать не овладение Бакинской губернией, а овладение всей территорией Азербайджана». На должность начальника головного железнодорожного боевого участка 24 числа был назначен М. Г. Ефремов, в подчинении которого оказались все бронепоезда 11-й армии с десантным отрядом и другими частями. На следующий день его вызвали в Порт-Петровске в Реввоенсовет, где он получил приказ ворваться в Баку на бронепоездах, «войти в морской порт, вступить в бой с морской артиллерией противника». Подготовка к этой операции была засекречена и если не считать некоторых исключений, то все приказы передавались устно. По воспоминаниям М. Г. Ефремова, само её осуществление являлось сложным. Частям 11-й Красной армии, при свирепствовавшей тогда малярии, предстояло в течение пяти дней совершить марш (по 40 км в сутки) по местности, которая местами была горной, безводной, малонаселённой, бедной как продовольствием, так и фуражом. Реввоенсовет в лице Орджоникидзе и Кирова, учитывая имеющиеся трудности, принял решение двинуть внезапно бронепоезда с десантным отрядом в Баку и к морскому порту, чтоб парализовать азербайджанское правительство.
С вечера 26 апреля войскам объявляется боевой приказ № 52 от 25 апреля, касающийся предстоящей операции. Реввоенсовет приказал всем войскам, кроме отряда бронепоездов с десантным отрядом, перейти с рассветом 27 апреля в наступление. В приказе для М. Г. Ефремова, как начальника отряда бронепоездов, время не было указано, но Реввоенсовет предоставил ему право нанести удар по своему усмотрению, в любой час 27 апреля, причём перед наступлением всей армии. 26 апреля, на азербайджано-дагестанскую границу в штаб группы бронепоездов прибыла делегация ЦК КП(б) Азербайджана, в числе которых были Г. Мусабеков, Г. Джабиев, А. Микоян и другие. Тогда же штаб 11-й Красной армии переехал из Петровска в Дербент. Перегруппировка 11-й армии к вечеру того же дня завершилась, и все её части заняли исходное положение.
На рассвете 27 апреля из Порт-Петровска вылетел самолёт с лётчиками С. А. Монастырёвым и Л. К. Граудинг-Граудсом. На них возлагалась задача обеспечить разведку по пути следования группы бронепоездов, которые должны были участвовать в предстоящей операции. Они также должны были опередить части 11-й Красной армии, совершить посадку в Баку и установить связь с революционными рабочими организациями города и лично с А. Г. Караевым.

## Расстановка сил

### РККА
Части 11-й Красной армии, сосредоточенные в Дагестане, были представлены тремя стрелковыми дивизиями (20, 28 и 32-й), отдельной сводной дивизией (две стрелковые и одна кавалерийская бригады) и 2-м конным корпусом. Последний состоял из двух кавалерийских дивизий и одной кавалерийской бригады (7-я и отдельная кавдивизии, Таманская кавбригада).
В расположении соединений 11-й Красной армии оказалась группа из 6 бронепоездов: «III Интернационал», «Тимофей Ульянцев», «Красный Дагестан», «Красная Астрахань», «Степан Разин» и «Красноармеец». Часть бронепоездов невозможно было перебросить из-за порчи железнодорожного моста на реке Аксай, потому в наступлении могли принять участие только четыре бронепоезда. Вследствие этого для предстоящей операции подготовлены бронепоезда «III Интернационал», «Тимофей Ульянцев», «Красный Дагестан» и «Красная Астрахань». На борту бронепоезда «III Интернационал» находился десантный отряд силой в 2 роты. Американский автор Г. Л. Робертс допускал, что в апреле 1920 года «несколько небольших подразделений турецкой Красной армии, сформированных из членов турецкой компартии, действительно могли участвовать во вторжении в Азербайджан».

### АДР
К 15 апреля 1920 года вооружённые силы Азербайджанской Демократической Республики, по разведывательным данным штаба 11-й Красной армии, насчитывали до 30 тысяч штыков и сабель. Большая часть азербайджанской армии (20 тысяч человек) в то время была сосредоточена в районах Карабаха и Зангезура. Регулярные части были представлены одной пехотной дивизией (пять полков) — до 12 тысяч штыков — и одной кавалерийской бригадой (два полка) — до 2 тысяч сабель.
Помимо вышесказанного также имелись иррегулярные отряды войск. Ещё около 3 тыс. человек составляли гарнизон Баку. В столице располагались пехотный полк, юнкерское училище (до 500 человек) и полицейский резервный батальон (2 тысячи человек). В распоряжении азербайджанской армии имелись 2 бронепоезда, 6 бронеавтомобилей, 5 аэропланов и т. д.
Близ границы с Дагестаном, в районе реки Самур, в Кубе, Кусарах и на станции Худат, располагались силы численностью 3 тыс. человек с двумя бронепоездами; непосредственно на границе стоял жандармский дивизион. По воспоминаниям генерала Г. Квинитадзе, побывавшего на Самуре накануне перехода границы, длина линии укреплений вдоль реки от гор к морю составляла около 15-20 вёрст; мост находился в руках большевиков. Сами укрепления охранялись только одним батальоном, командовал которым грузинский полковник Туманишвили.

## Хроника событий

### Апрельский переворот в Баку
Накануне восстания районные рабочие организовали охрану промыслов на случай их поджога мусаватистами. По распоряжению главного штаба восстания 26 апреля группа комсомольцев перерезала провода телеграфной линии Баку-Гянджа с целью воспрепятствовать вызову азербайджанских частей из Гянджи. В ночь на 27 апреля железнодорожники разобрали путь между станцией Кишлы (6 км севернее Баку) и узловой станцией Баладжары (14 км севернее Баку), намереваясь тем самым не допустить отправки мусаватистами из Баку своих частей против XI Красной армии. Чтобы отрезать противнику пути отступления, у моста в районе станции Кишлы расположился отряд численностью 450 рабочих.
Той же ночью начальник Бакинского порта и заместитель начальника военного порта Чингиз Ильдрым организовал доставку снарядов на корабли военно-морского флота, после чего вернулся в управление порта за товарищами и группой артиллеристов, переодетых рабочими. На пути к кораблям они были остановлены турецкими офицером и солдатами, которые были быстро разоружены и доставлены в порт. Намереваясь обезопасить флот от огня береговых батарей, расположенных на самой высокой точке Баилова, Ч. Ильдрым с несколькими бойцами овладел всей береговой артиллерией противника и уничтожил её связь с островом Нарген, где также располагалась артиллерия. Ранним утром 27 апреля отряд Ч. Ильдрыма неожиданно ворвался в бакинскую школу юнкеров и обезоружил всех её курсантов. Под его руководством утром того же дня вооружённые моряки вместе с баиловскими рабочими захватили первый городской полицейский участок и склад боеприпасов на Баилове. Восставшие полностью овладели военным портом и освободили из Баиловской тюрьмы всех политических заключённых (Дадаша Буниатзаде, Сумбата Фатализаде и других). Со всех кораблей были сорваны и выброшены в море трёхцветные флаги, место которых заняли красные знамёна Советов. В 10 часов утра военная флотилия под командованием Чингиза Ильдрыма вышла в бакинскую бухту и направила корабельные орудия на здания правительства и парламента.
Начиная с раннего утра 27 апреля, с тайных складов рабочим отрядам стали раздаваться оружие и боеприпасы. Те склады оружия, что располагались на улице Николаевская (затем Коммунистическая), на углу Красноводской и Биржевой улиц (ныне ул. Самеда Вургуна и Узеира Гаджибекова), Садовой улице (ныне ул. Ниязи) и в военном порту на Баилова, были взяты рабочими дружинами. Невооружённые рабочие тут же получали на руки оружие, оно грузовиками развозилось по районам Баку. Прямо на улице велась запись рабочих и студентов в качестве добровольцев в боевые отряды.
В момент начала восстания азербайджанское руководство обратилось по телефону к британскому верховному комиссару в Тифлисе Люку, попросив его сделать предложение грузинскому правительству об оказании помощи путём посылки войск, а также надавить на Армению и добиться от последней гарантий прекращения боевых действий в Карабахе. Чтоб обсудить вопрос об оказании помощи, Люк пригласил к себе представителей Франции и Италии, грузинских министров и азербайджанского дипломатического представителя в Тифлисе.
События в Баку развивалась стремительно. В течение дня восставшие овладели железнодорожным вокзалом, почтой, телеграфом, радиостанцией, некоторыми полицейскими участками и т. д.. В связи с тем, что важнейшие объекты транспорта и связи перешли под контроль рабочих отрядов, была обеспечена полная изоляция правительства от внешнего мира, что не позволило ему вовремя прибегнуть к помощи расположенных в уездах преданных воинских частей. По распоряжению Совпрофа служащие Бакинской телефонной станции обеспечили бесперебойную связь центрального штаба с промыслово-заводскими районами.
Под влиянием большевистской агитации на сторону восставших перешёл полк «Ярдым Алайи», занявший несколько кварталов Баку. Его бойцы предоставили в распоряжение Азревкома броневик, а также задержали поезд с английской и польской миссиями. В Завокзальном районе 5-я артбатарея и конный отряд без боя сдались восставшим. К вечеру к восставшим примкнул 7-й Ширванский пехотный полк азербайджанской армии. Рабочие патрули останавливали офицеров, направлявших на службу, и заставляли их снимать погоны. Военный министр С. Мехмандаров, понимая сложившуюся обстановку и безнадёжность Бакинского гарнизона, да и ещё учитывая переход границы частями XI Красной Армии (оно произошло рано утро, одновременно с восстанием), не желал проливать кровь. Вместе с временно исполняющим должность начальника штаба, генерал-майором А. Гайтабаши он подписал приказ № 237 о том, что «во всех частях, штабах, управлениях, учреждениях и заведениях военного ведомства продолжать работу так же, как было до сих пор, до передачи новой власти».
В 12 часов дня делегация большевиков во главе с Гамидом Султановым от имени ЦК Компартии Азербайджана, Бакинского бюро крайкома РКП(б) и президиума «рабочей конференции» предъявила парламенту и правительству ультиматум о сдаче власти партии большевиков в течение 12 часов. Г. Султанов позднее оставил некоторые воспоминания о разговоре с представителями правительства, который у него состоялся на квартире Кязимова (Спасская улица, № 11/5), когда он предъявил ультиматум. Он также писал, что «члены парламента до того были ошарашены, что не могли в течение нескольких минут раскрыть рот и вымолвить хотя бы слово. Затем, когда председательствующий в парламенте зачитал ультиматум, Агамалиоглы с места выкрикнул: „Конец! Базар закрыт! (Вессалам, базар багланды!)“». Чуть позже, корабли Каспийской военной флотилии, во главе с канонерской лодкой «Ардаган», в 7 часов вечера выстроились на рейде и подняли красные флаги. От командующего уже Красным флотом Советского Азербайджана Ч. Ильдрым последовал второй ультиматум, грозя в противном случае открыть огонь.
Для обсуждения ультиматума перед заседанием парламента была образована комиссия в составе М. Г. Гаджинского, М. Э. Расулзаде, К. Карабекова, А. Сафикюрдского и А. Кардашева. Во избежание кровопролития член ЦК партии «Мусават» Шафи-бек Рустамбеков на совещании в узком кругу у Н. Усуббекова предложил некоторым депутатам оставить Баку и переехать в Гянджу для организации там сопротивления. Однако его предложение не нашло поддержки у собравшихся. В 20:45 открылось экстренное заседание парламента, на повестке дня которого был лишь один вопрос — ультиматум о сдаче власти. Перед обсуждением вопроса военный министр С. Мехмандаров сообщил членам парламента о невозможности вооружённого сопротивления. По настоянию М. Э. Расулзаде было принято решение провести открытое заседание парламента, «чтобы не принимались решения без ведома народа и чтоб он знал в каком положении мы находимся». Огласив текст ультиматума, премьер-министр М.-Г. Гаджинский предложил принять условия ультиматума и был поддержан представителями различных парламентских фракций — С. А. Агамалиоглы («Гуммет»), К. Карабековым («Иттихад»), А. Сафикюрдским (Социалистический блок), А. Кардашевым («Ахрар»). Несмотря на то, что М. Э. Расулзаде не соглашался с условиями ультиматума, партия «Мусават» вынуждена была присоединиться к мнению большинства. По воспоминаниям Агамали оглы, «парламент был полон. Первым говорил, кажется, Саниев, доказывая необходимость сдачи. Вторым Мамед Эмин, который очень сожалел, что приходится так бескровно отдавать большевикам, но не стоял за сопротивление, если этого не хотят другие. Потом говорил я и очень резко, „Никто не осмелится затеять какое-либо сопротивление, никто не осмелится подвергнуть разрухе город и пролить напрасно кровь невинных. Ни капли крови. И за что? За то, что происходит перемена власти и взамен Усуббекова, Хойского и прочих сторонников дармоедов и бездельников у власти станут Нариманов, Мирза Давуд и другие, то есть сторонники интересов рабочих и крестьян. Кто осмелится сопротивляться… Надо спешить — время дорого“».
Около 11 часов вечера состоялось голосование, по итогам которого парламент большинством голосов (при 1 против, 3 воздержавшихся и 3 не принявших участие в голосовании) принял постановление о передаче власти Азревкому. Соответствующий документ был подписан заместителем председателя парламента М. Ю. Джафаровым и директором канцелярии М. А. Векиловым. В нём излагались условия, на основе которых происходит передача власти:
- Под управлением Советской власти сохраняется полная независимость Азербайджана;
- Правительство, созданное Азербайджанской Коммунистической партии, будет временным органом;
- Вне зависимости от каких-либо внешних давлений Совет рабочих, крестьянских и аскерских депутатов, как высшее законодательное учреждение, определит окончательную форму правления;
- Замещаются только лица, находящиеся на ответственных постах, в то время как служащие правительственных учреждений остаются на местах;
- Новое правительство гарантирует членам правительства и парламента неприкосновенность жизни и имущества;
- Временное правительство всеми мерами не допустит, чтоб Красная Армия с боем вступила в Баку;
- Новое правительство будет бороться со всеми внешними силами, стремящихся поработить Азербайджан.

Парламент заседал в течение 2 часов 40 минут до 23:25 часов. Тотчас же после окончания заседания парламента Агамалы оглы отправился на автомашине в штаб коммунистов, располагавшийся в глуши Чемберекенда. В 2 часа ночи 28 апреля 1920 года парламент официально был распущен. Военный министр С. Мехмандаров в своём последнем приказе поблагодарил военнослужащих за их службу и выразил уверенность, что солдаты и офицеры азербайджанской армии «и при новой власти будут служить так же честно и доблестно на благо всем нам дорого Азербайджана… Дай то Бог». Этой же ночью члены Азревкома и ЦК АКП(Б) переехали в здание бывшего парламента. ЦК АКП(б) отправило телеграмму В. И. Ленину в Москву, сообщая, что правительство партии «Мусават» свергнуто и единственной правомочной властью в стране является «Азербайджанский Временный Революционный Комитет» (Азревком), состоящий из 6 человек: Н. Нариманова, М. Д. Гусейнова, Г. Мусабекова, Г. Султанова, А. Алимова и А. Караева. Азревком, как было сказано в телеграмме, «будет существовать до созыва съезда Советов крестьянских, рабочих и аскерских депутатов». На своём заседании Азербайджанский Временный Революционный Комитет постановил образовать Совет Народных Комиссаров (правительство) в составе Н. Нариманова, Ч. Ильдрыма, Г. Султанова, А. Караева, Г. Мусабекова, М. Д. Гусейнова, Д. Буниатзаде, Дж. Везирова, А. Алимова.

### Рейд бронепоездов
Накануне операции, на границе Азербайджана близ моста у реки Самур расположились советские бронепоезда: «III Интернационал», «Тимофей Ульянцев» (под командованием Терещенко), «Красный Дагестан» (под командованием Половинкина) и «Красная Астрахань» (под командованием Богданова). Вместе с красноармейцами на бронепоездах также находились руководители Компартии Азербайджана. Общее командование группой бронепоездов осуществлял М. Г. Ефремов. Об обстановки, царившей на границе, он оставил воспоминания:

На мосту днём стояли по два часовых. На середине его — два красноармейца с нашей стороны и два аскера со стороны противника. Между часовыми на самой середине моста была протянута толстая проволока, которая считалась разграничительной линией. Часовые с той и нашей стороны перебрасывались иногда словами, больше руганью, доказывая один другому (если знали все один какой-то язык — тюркский или русский), чьё правительство лучше, полезнее для бедняков.

По воспоминанию Г. Мусабекова, в 3 минуты первого (27 апреля) М. Г. Ефремов подал команду «Вперёд». Движение бронепоездов осуществлялось двумя группами: первая состояла из «III Интернационала» и «Красного Дагестана», вторая из «Тимофея Ульянцева» и «Красной Астрахани». В расположении второй группы бронепоездов имелась дальнобойная артиллерия, в предназначение которой входила поддержка первой группы бронепоездов и борьба с судами противника. Первым в наступление пошёл бронепоезд «III Интернационал», вслед за ним двигался «Красный Дагестан». Таким образом бронепоезд «III Интернационал» перешёл границу за 12 часов до предъявления коммунистами ультиматума азербайджанскому парламенту. Новость о пересечении Красной Армией границы оказалось неожиданной для азербайджанских коммунистов, тем более стало очевидно, что русские решили проигнорировать обещание ждать в течение 24 часов.
Выехав на Самурский мост, бронепоезд «III Интернационал» сбил установленное на границе проволочное заграждение и зашёл на территорию противника. Его появление, по воспоминаниям М. Г. Ефремова, вызвало растерянность со стороны противника. Последний попытался оказать сопротивление, но оно было сломлено десантным отрядом бронепоезда. Бой с азербайджанскими пограничниками продолжался десять минут, «здесь стреляли один в другого в упор, кололи штыками, бились врукопашную». Заместитель военного комиссара группы советских бронепоездов П. А. Друганов в своих воспоминаниях писал, что, когда М. Г. Ефремов увидел разбегающийся гарнизон, он встал на крышу бронепоезда и закричал вслед отступающим: «Пришла Советская власть! Кто хочет с нами в Баку, лезь на платформы!» Двинувшись дальше, бронепоезда по пути рассеяли пулемётным огнём эскадрон азербайджанской конницы. Вслед за бронепоездами в 4 часа утра 27 апреля границу перешли главные силы XI Красной Армии.
Тем временем специально выделенная группа телефонистов перерезала провода, соединяющие пост у моста со следующим укреплённым пунктом — станцией Ялама, в районе которой имелись укреплённые позиции азербайджанского пехотного полка с 8 пулемётами и двумя 48-линейными гаубицами. Возле станции между бронепоездами и азербайджанскими войсками развернулся бой. На полном ходу мусаватисты пустили навстречу головному бронепоезду паровоз, намереваясь таким образом спровоцировать крушение. Однако удачно выпущенный бронепоездом снаряд разбил паровоз. При огневой поддержке бронепоезда десантный отряд перешёл в наступление и занял станцию Ялама, при этом захватив всю технику противника. В двухчасовом бою погибли 6 красноармейцев, в том числе командир десанта Немыкин. Ещё 8 красноармейцев были ранены.
Пока шёл бой у ст. Яламы, группа телефонистов обошла фланг противника и перерезала провода, идущие к следующему укреплённому пункту — станции Худат, обеспечив тем самым внезапность наступления. Застигнутый врасплох противник не оказал сопротивления, а азербайджанские части под усиленным артиллерийским обстрелом с бронепоездов в панике разбежались, бросив при этом десять орудий разных калибров и иное военное имущество.
Со стороны следующей станции — Хачмаз — навстречу советским бронепоездам выступил азербайджанский бронепоезд под командованием капитана, князя С. Ф. Лордкипанидзе. На его вооружении находились два орудия и 14 пулемётов. На разъезде Леджет между ними произошло столкновение, но после короткой артиллерийской дуэли азербайджанский бронепоезд ретировался. Командир группы советских бронепоездов посчитал целесообразным не трогать его, а воспользоваться отступлением бронепоезда противника для успешного и безопасного продвижения. Расчёт сводился на то, что мусаватисты не пойдут на уничтожение собственного бронепоезда и не смогут путём разрушений воспрепятствовать движению советских бронепоездов. Команда азербайджанского бронепоезда, отходя от станции Хачмас, подожгла мост, а также изъяла и захватили крестовину (разветвление) пути. Как только бронепоезд ушёл, огонь был потушен железнодорожниками; крестовина была быстро восстановлена.
Военный министр С. Мехмандаров отправил срочную телеграмму на западный фронт, где располагались основные части азербайджанской армии, сообщая: «Большевики напали на станцию Ялама, продвигаются дальше, заняли Худат, положение критическое. Приказываю сегодня же выслать в Кызылбурун из Казаха и из Гянджи по одному батальону, по возможности каждый силою не менее 500 штыков».
Помимо этого, азербайджанское правительство обратилось за помощью к меньшевистской Грузии, с которой у Азербайджана в 1919 году было заключено военно-оборонительное соглашение. Однако никто из грузинского руководство выполнять условия этого договора не собирался. На специальном заседании Учредительного собрания председатель правительства Грузии Ной Жордания сказал: «27 апреля азербайджанское правительство сообщило нам о том, что большевистские войска подошли к границе, и просили военной помощи. Мы поставили вопрос, хочет ли азербайджанский народ вести борьбу с большевиками и примет ли он на себя основную тяжесть? В таком случае мы будем обязаны оказать ему помощь не только в силу договора, но и политически и морально». Далее он продолжил, что «большевики идут с быстротой скорого поезда, без боёв, значит, с согласия Азербайджана». По замечанию Авалова, «грузино-азербайджанский военный союзный договор оказался простым „клочком бумаги“».
К 10 часам вечера бронепоезд «III Интернационал» прибыл на станцию Насосная, а через полчаса занял станцию Хурдалан. Близ Хурдалана проходила укреплённая линия, которая прикрывала узловой мост, связывающий железнодорожные линии Баку — Ялама и Баку — Гянджа. В этом районе произошёл новый бой между бронепоездом «III Интернационал» и бронепоездом князя Лордкипанидзе, закончившийся тем, что огнём «III Интернационала» азербайджанский бронепоезд вынужден был уйти на Баку. По прибытии в Баку его разоружили боевые дружины рабочих Завокзального района.

### XI Красная Армия в Баку
По материалам корреспонденции "Известий Временного революционного комитета Азербайджанской ССР, в Баку с вечера 27 апреля стала ощущаться напряжённая атмосфера. Народ заполонил улицы. По городу разнеслась весть о приближении советских войск и занятия ими станции Хачмаз. К моменту подхода советских бронепоездов к Баладжарам азербайджанское правительство передало власть коммунистам. Азревком обратился с телеграммой к Советской России:

Всем, всем, всем.

Москва, Ленину.

Временный Военно-революционный комитет Азербайджанской Советской независимой республики, ставшей у власти по воли революционного пролетариата гор. Баку и трудового крестьянства Азербайджана, объявляет старое мусаватское правительство изменником народа и врагом независимости страны, порывает всякие сношения с Антантой и с другими врагами Советской России.

Не имея возможности собственными силами удержать натиск соединённых банд внешней и внутренней контрреволюции, Временный Революционный Комитет Азербайджана предлагает правительству Российской Советской Республики вступить в братский союз для совместной борьбы с мировым империализмом и просит немедленно оказать реальную помощь путём присылки отрядов Красной Армии.

А. И. Микоян, выступая на митинге рабочих в Оперном театре, рассказал, что в трёх местах им пришлось вступить в бой с броневиками противника, последний из которых состоялся в 9 часов под Баладжарами. По воспоминаниям П. А. Друганова, бронепоезд «III Интернационал» в 11 часов вечера вступил на станцию Баладжары, отрезав азербайджанскому правительству путь на Тифлис. Г. Мусабеков писал, что Баладжары были ими заняты в 2 часа, в ночь на 28 апреля. По сообщению газеты «Известия Временного Революционного комитета Азербайджана» от 29 апреля, на ст. Баладжары бронепоезда прибыли в 3 ½ часа утра.
После занятия станции Баладжары, до командования бронепоезда дошли сведения о том, что со стороны Гянджи сюда направляются два азербайджанских бронепоезда. Навстречу им А. Микоян направил два подоспевших советских бронепоезда, а остальные двинулись к Баку через станцию Кишлы. В своих воспоминаниях Г. Мусабеков писал, что в Баладжарах было устроено совещание, касающееся дальнейшего наступления. Вскоре поступило сообщение о том, что из Баку выдвинулся встречный поезд, в связи с чем было принято решение ждать. Через полчаса поезд прибыл на место, и находившиеся на его борту группа людей сообщила о том, что азербайджанское правительство сдало власть.
В 24 часа 27 апреля начальник и комиссар отряда бронепоездов послали донесение Реввоенсовету XI Красной Армии: «Возложенная Вами на нас задача отрядом бронепоездов выполнена, город Баку с 24 часов 27 апреля 1920 года в руках рабочих и крестьян Азербайджана». Продвижение бронепоездов оказалось настолько быстрым, что когда штаб XI Красной Армии получил донесение о прибытии бронепоездов в Баку, то не сразу поверил в это. М. Г. Ефремов вспоминал, что «начальнику штаба пришлось неоднократно подходить к проводам и убеждать штаб армии, что отряд (бронепоездов с десантом) цел и донесение действительно исходит из штаба отрядов бронепоездов».
После получения Реввоенсоветом XI Красной Армии донесения от начальника и комиссара отряда бронепоездов, Г. К. Орджоникидзе телеграфировал В. И. Ленину в Москву: «С 27-го на 28-е в 2 часа ночи власть в Баку перешла к Азербайджанскому Ревкому, провозгласив Советскую республику. В 4 часа вышли наши бронепоезда». От командования XI Красной Армии в Москву также поступило сообщение, в котором говорилось: «Согласно просьбе Азербайджанского Советского правительства, наши бронепоезда вошли в Баку. Соединёнными силами обеих республик надеемся отстоять сокровищницу нефти от разбойников союзного империализма. Приветствуем русских рабочих и крестьян с ещё одной Советской республикой».
В 4 часа утра 28 апреля бронепоезд «III Интернационал» прибыл на станцию Баку. На нём находились А. И. Микоян, Г. Мусабеков, Г. Джабиев, Б. Алиев и другие. Отсюда они сразу отправились в здание бывшего парламента. 29 апреля газета «Правда» сообщила, что в Баку установлена Советская власть. В тот же день командующий Туркестанским фронтом М. В. Фрунзе издал приказ приготовить к отправке в Баку крейсер «Австралия» и десант для вооружения восставших бакинских рабочих.
Командующий XI Красной Армии М. К. Левандовский прибыл в Баку следом за бронепоездами. В связи с тем, что Азревком не имел крепкой опоры, то он распорядился ускорить прибытие сюда стрелковых и кавалерийских частей. Разговаривая по прямому проводу с командиром 28-й стрелковой дивизии Н. А. Нестеровским, М. К. Левандовский сказал: «В Баку Советская власть. Реальной силы у Ревкома нет. Обстановка требует самого быстрого и стремительного продвижения частей армии в районы согласно приказу № 52. Поэтому передайте начдиву 32 и комкору Смирнову: всю конницу двинуть походным порядком, чтобы она как можно скорей прибыла в район, указанный приказом, пехоту двигать походным порядком». 30 апреля первым в столицу вошёл 244-й полк 24-й стрелковой дивизии, а затем части 32-й стрелковой дивизии и 290-й мусульманский стрелковый полк, сформированный в Астрахани. В тот же день здесь состоялись похороны погибших в бою красноармейцев, останки которых были захоронены на площади Свободы.
В бакинский порт зашли корабли Волжско-Каспийской флотилии, где в её состав включили канонерские лодки «Карс» и «Ардаган», посыльные суда «Астрабад» и «Геок-тепе», транспорты «Орёл» и «Аракс» и ряд малых судов, что усилило Волжско-Каспийскую флотилию. Вслед за этим приказом командующего морскими силами республики Волжско-Каспийская флотилия была переименована в Каспийский военный флот, во главе которой встал Ф. Ф. Раскольников.

### Завершение советизации Азербайджана
Пока советские бронепоезда двигались в сторону Баку, 2-й конный корпус продвижением на Кусары, Кубу, Шемаху, Кюрдамир обеспечивал операцию с запада и таким образом отрезал мусаватским войскам пути отхода на Гянджу. В 4 часа утра 27 апреля 7-я кавалерийская дивизия в районе Магарамкент — Зимний Яраг перешла реку Самур и заняла селение Купляр, ставшее первым населённым пунктом, занятым частями XI Красной Армии на территории Азербайджана. Части дивизии А. М. Хмелькова вступили в бой, а затем взяли в окружение и разоружили в районе Кусаров Кубинский пехотный полк. Гарнизон Кусаров сдался без боя.
Вслед за частями 2-го конного корпуса двигались полки 32-й пехотной дивизии. В 16 часов 38-й кавалерийский полк занял Кубу. Наступавший в центре 39-й кавалерийский полк вступил в город к 18 часам и соединился с 38-м кавалерийским полком. Куба перешла под контроль XI-й Красной Армии без боя, при этом в плен сдались 6 офицеров и 60 солдат азербайджанской армии, а в числе трофеев оказались два горных орудия. В 19 часов 40-й кавалерийский полк в районе Кубы занял селение Точады. В течение 27 апреля в плен к 7-й кавалерийской дивизии попали 31 офицер и около 600 солдат.
28 апреля под контроль перешло селение Дивичи. Преодолев Халтанский перевал Главного Кавказского хребта, дивизия 29 апреля заняла горное село Астраханку, после чего её силы двинулись на Шемаху и Ахсу. 30 апреля дивизия вступила в Шемаху. Почти повсюду солдаты азербайджанской армии массами стали сдаваться красноармейцам, и к 30 апреля их число вскоре превысило 5 тыс. человек.
С первых дней установления Советской власти в городах и уездах стали создаваться местные органы власти — сельские, участковые и уездные революционные комитеты (ревкомы). Утром 28 апреля Самед Ага Агамалы оглы из резиденции Азревкома сообщил по телефону в Гянджу, Казах, Тауз, Шемаху, Ленкорань и другие уезды о перевороте в Баку и установлении здесь Советской власти. Узнав о событиях в Баку, Гянджинский окружной комитет АКП(б) в тот же день организовал губернский ревком во главе с Ф. Алиевым, предъявив губернатору ультиматум о сдаче власти. Вечером 29 апреля губернатор Худадат-бек Рафибеков подписал акт о сдачи власти Ревкому во всей Ганджинской губернии. Днём 28 апреля бронепоезд «Тимофей Ульянцев» достиг станции Кюрдамир и к вечеру занял Евлах, связывающий центральные районы страны с Карабахом и Шеки-Закатальской зоной.
При приближении к Гяндже бронепоезда вступили в крупный бой с отрядом мусаватистов, попытавшимся преградить им дорогу. 1 мая советские бронепоезда и десантные роты 28-й стрелковой дивизии заняли станцию Гянджа и железнодорожный район города. На следующий день сюда подошли полки 2-го конного корпуса и Таманской кавалерийской дивизии, которые заняли весь город и прилегающие к нему районы. Продвигаясь к югу от Гянджи, части XI-й Красной Армии быстро заняли район Зурнабад — Еленендорф — Аджикенд и дошли до гор Малого Кавказа. 30 апреля Советскую власть у себя объявила коммунистическая ячейка в Шамхорском уезде. При селении Дзегам был избран уездный Ревком под председательством Селима Алиева. 3 мая Азревком принял решение об организации ревкомов во всех уездах Азербайджана.
Командующий XI Красной Армии М. К. Левандовский в своём приказе от 2 мая поручил 2-му конному корпусу взять под контроль азербайджано-грузинскую границу, а его командиру предписал принять под своё командование батальон 2-го Закатальского пехотного полка азербайджанской армии. 5 мая бронепоезд «Тимофей Ульянцев», заняв станции Акстафа и Пойли, вышел на грузинскую границу. Кавалерийские части между тем заняли Казах. В районе грузино-азербайджанской границы тут же развернулись вооружённые столкновения между красноармейцами и грузинскими частями. Непрерывная перестрелка между ними шла с 1 по 15 мая; части Красной Армии отразили попытки меньшевиков перейти через реку Куру и заставили их отступить. 18 и 20 мая границу в районе к югу от Казаха нарушили уже дашнаки, но они были отброшены советскими войсками.
29 апреля Азревком выпустил обращение к солдатам азербайджанской армии с призывом помогать Красной Армии в борьбе за Советскую власть. В тот же день были образованы ревкомы в Ленкоранском и Нухинском уездах. В Ленкоранском уезде местная компартия сформировала Военно-революционный комитет города Ленкорани и его уезда после того, как особоуполномоченный по управлению уездом 28 апреля получил распоряжение от наркома внутренних дел Г. Султанова. Ленкоранский ревком состоял из 7 человек: Х. Мамед-заде, И. Пономарёв, М. Д. Хабибуллаги, А. Талышинский, М. Бегдамиров, А. Юнусов, А. Мамедов. 3 мая к городу подошли боевые корабли флотилии, в том числе эсминец «Деятельный» под командованием И. С. Исакова, и в Ленкорань вошёл десант моряков. На следующий день была занята Астара на границе с Персией.
30 апреля шушинские коммунисты организовали уездный ревком, объявивший о переходе власти в его руки. Части 32-й стрелковой дивизии, сосредоточившись в районе Евлаха, при поддержке полков 2-го конного корпуса в начале мая начали продвижение в сторону Карабаха. 8 мая группа войск, состоящая из подразделений 32-й стрелковой дивизии и кавалерийского дивизиона, вступила в Барду, 9 мая заняла Агдам, а 10 мая — Тертер. 12 мая части XI-й Красной Армии заняли Шушу. Бакинская армяноязычная газета «Коммунист» в своём первом номере сообщала, что «в Шуше доблестной Красной Армии была устроена торжественная встреча. Население вышло встречать красных бойцов с хлебом и солью».
11 мая передовые части 18-й кавалерийской дивизии достигли Закатал. В тот же день был образован уездный ревком в Карягине. Через день 39-й и 40-й полки 7-й кавалерийской дивизии заняли Белоканы. За 10—15 дней советская власть была установлена на всей территории Азербайджана, кроме Нахичеванского уезда, где Советская власть установилась лишь в конце июля.

## Роль кемалистов и турецких офицеров
Первая мировая война закончилась для Османской империи полной катастрофой. Сразу же после подписания Мудросского перемирия державы Антанты приступили к оккупации важнейших военно-стратегических районов бывшей империи, включая Стамбул (Константинополь), и к фактическому её разделу. Войска Великобритании, Франции, Италии высадили свои десантные войска и заняли ряд территорий страны. После высадки греческой армии в Измире в мае 1919 года в Турции развернулось национально-освободительное движение во главе с генералом Мустафой Кемалем-пашой. Он пытался заручиться помощью Советской России. Преградой между ними служили государства Закавказья, которые англичане пытались использовать в качестве кордона между «большевистской» и «кемалистской» революциями.
Турецкие офицеры, находящиеся в самом Азербайджане, ещё в ноябре 1919 года собрались на нелегальном собрании, на котором они пообещали всеми силами поддерживать коммунистическую партию в борьбе с мусаватским правительством. Некоторые турки, служившие мусаватистам, например, Хулюси Мамед-заде (офицер Ширванского полка, являвшегося в конце 1919 — начале 1920 годов основной частью ленкоранского гарнизона), вели агитацию среди солдат в пользу Советской власти.
После того, как стало ясно, что Англия не собирается отправлять войска для создания антибольшевистского «Кавказского вала» и не реагирует на турецкое национально-освободительное движение, лидеры этого движения однозначно взяли курс на сближение с большевиками. В шифрограмме от 6 февраля 1920 года Мустафа Кемаль-паша говорит Казыму Карабекир-паше, что подобный «вал» является планом уничтожения Турции и в целях его недопущения они вынуждены пойти на крайние меры. Далее он продолжает: «официально или неофициально проведя мобилизацию на Восточном фронте, начать развал „Кавказского вала“ с тыла, срочно наладить отношения с новыми кавказскими правительствами, особенно с мусульманскими правительствами Азербайджана и Дагестана, изучить их отношение к плану Антанты. Если кавказские народы решать быть нам преградой, то договориться с большевиками о совместном наступлении на них…».
Командующий Восточной армией ВНСТ, бригадный генерал Казым Карабекир-паша в письме от 17 марта к Халил-паше и Нури-паше писал, что «для появления большевиков у границ Турции необходим немедленный захват большевиками всего Кавказа, и даже их малые силы, придя в Азербайджан и вместе с азербайджанцами дойдя до границ Турции, сыграют на пользу турецких интересов. Очень было бы кстати обеспечить приход к власти большевиков в Азербайджане, Дагестане и Грузии…». Для захвата Азербайджана турецкая сторона предлагала использовать сформированные в Дагестане части Халил-паши. Кавказский краевой комитет отмечал, что «использование Халил паши в качестве командира мусульманской части, которая будет идти впереди наших частей, его популярность и влияние в Азербайджанском правительстве может спасти промыслы и запасы нефти от уничтожения». Исполнительный комитет Турецкого национального движения отдал приказ всем находившимся в Баку туркам подчиняться всем распоряжениям Кавказского краевого комитета.
Начиная с весны 1920 года, представители турецких кемалистов вышли на контакты с руководством Советской России, рассматривая последнюю как союзника в борьбе с империалистической Антантой, — эти контакты были установлены через Азербайджан, где, согласно годовому отчёту НКИД РСФСР, «группа их приверженцев содействовала перевороту и приглашению российских войск революционным азербайджанским правительством». В начале июня 1920 года НКИД РСФСР было получено датированное 26 апреля письмо председателя созванного в Ангоре Великого национального собрания Турции (ВНСТ) Мустафы Кемаль-паши, адресованное правительству РСФСР, где Мустафа Кемаль заявлял, что Турция «обязуется бороться совместно с Советской Россией против империалистических правительств для освобождения всех угнетённых, обязуется повлиять на Азербайджанскую республику, чтобы она вошла в круг советских государств, изъявляет готовность участвовать в борьбе против империалистов на Кавказе и надеется на содействие Советской России для борьбы против напавших на Турцию империалистических врагов».
Незадолго до советизации, 15 апреля 1920 года Карабекир-паша и Али-Ага Шихлинский подписали секретную военную конвенцию как дополнение к тайному турецко-азербайджанскому соглашению, заключённому в ноябре 1919 года в Стамбуле, предусматривающую оказание турецкой стороной военной помощи Азербайджану в случае нападения на него со стороны соседей. Однако на деле она не возымела действия. Наоборот, группа турецких офицеров во главе Халил-пашой содействовала активному содействию в продвижении частей Красной армии. Они проводили агитацию среди местного населения, призывая их не оказывать сопротивления Красной армии. Агитация повлияла в том числе и на крупные небольшевистские политические силы страны. Например, на иттихадистов и левых мусаватистов сильно повлияли утверждения турецких агентов и офицеров о необходимости создания коридора между революционной Россией и революционной Турцией. М. Э. Расулзаде писал:

Часть действующих в Баку османских турок невольно вводили людей в заблуждение такими словами: «Приближающую Красную Армию возглавляет турок по имени Ниджат-бек. Полки этой армии составлены из турок. Большое количество солдат родом из турок Поволжья. Эта Армия идёт на помощь Анатолии, борющейся со смертельными врагами. Сопротивление, оказанное этой Армии, будет равносильно помехе спасению Турции. С точки зрения великотюркского единства и мусульманской общности это равносильно предательству»..

3 мая была распространена декларация «Азербайджанскому народу от турецких коммунистических большевиков», в котором азербайджанцев призывали оказать поддержку новой власти. Выступая 14 августа в Великом национальном собрании Турции, её председатель Мустафа Кемаль Ататюрк говорил, что в деле прорыва РККА восточного фронта, их беспрепятственного продвижения по Северному Кавказу и занятия ими Азербайджана «было наше целеуказание, наше влияние и наша заслуга».

## Последствия

### Реакция и восприятие
Вышедшая утром 29 апреля газета «Известия Временного Революционного Комитета Азербайджанской ССР» охарактеризовала произошедшее в ночь с 27 на 28 апреля как «величайшее в истории Востока событие».
Тогдашний командир бригады 28-й стрелковой дивизии А. Тодорский вспоминал, как бакинские рабочие радостно встречали красные полки, «дарили нам цветы, оказывали большое гостеприимство». Приехавший на бронепоезде Микоян писал о настоящем братании бакинцев с красноармейцами, «объятьях, всеобщем ликовании». Н. Нариманов 16 мая в телеграмме Ленину сообщал: «…в Баку …настроение революционное. Красная Армия вела себя великолепно… Население искренне приветствует Советскую Россию и надеется, что она поможет молодому независимому Советскому Азербайджану укрепиться». С другой стороны очевидцы описывали большевистские настроения местного населения как неустойчивые, «инстинктивно-сочувственные настроения».
Вся операция прошла довольно быстро. По свидетельству Г. Мусабекова, «само командование удивлялось столь быстрому бескровному успеху». Совершивший посадку (по причине порчи мотора) утром 28 апреля в Баку, около Белого города, С. А. Монастырёв даже полагал, что попал в плен к мусаватистам, пока подбежавшие рабочие не сообщили, что в городе Советская власть. Лондонская «Таймс» от 30 апреля 1920 года писала: «Революция в Азербайджанской Республике, где большевистское влияние одержало верх, не была неожиданной. Наш специальный корреспондент на Среднем Востоке предупреждал…, что Баку в ближайшее время может оказаться в руках большевиков. Его предсказания сбылись очень скоро».
1 мая в Баку состоялась грандиозная демонстрация. В столицу Азербайджана шли телеграммы с приветствием появления Азербайджанской советской республики. 5 мая Ленин послал от имени Совнаркома РСФСР приветственную телеграмму СНК Азербайджанской ССР. В этой телеграмме независимость Азербайджана упоминается четыре раза. День получения телеграммы в Баку был объявлен нерабочим днём. Вышел специальный газетный лист под названием «Красный Азербайджан» с портретами Ленина и Нариманова. Этот день был воспринят массами как день признания Азербайджанской ССР Советской Россией.
Если одни выражали восторг смене власти, то другие разделяли совсем иное, противоположное настроение. Мамед Эмин Расулзаде, например, писал следующее: «К сожалению, мы забыли наш принцип — „Поднятое раз знамя никогда больше не опустится“. Из-за боязни за свою жизнь и имущество мы своё знамя независимости поменяли на кусок красного кумача». Шейх Хиябани, который возглавил в том же апреле антишахское восстание в Тебризе (Иран), сначала отнёсся позитивно к установлению Советской власти в Азербайджане. Его отношение к руководству Советского Азербайджана, однако, в скором времени радикально изменилось, после того как он понял, что «последнее слово в Баку принадлежит русским и что они преследуют экспансионистские цели».
В ноте правительства Персии правительству РСФСР, полученной 20 мая, говорилось, что «Персидское правительство признаёт Азербайджан независимым государством», но при этом нота приветствовала декрет о провозглашении Азербайджанской ССР, поскольку декрет «подтверждает мысль, что Советское Правительство действительно стремится к освобождению и восстановлению прав малых народностей».

### Историческое значение
Азербайджанская Демократическая Республика просуществовала 23 месяца и в результате скоротечной операции в стране была установлена советская модель власти (во главе с Коммунистической партией). Рейд группы бронепоездов является редким случаем в истории войн. Впервые в Первой мировой и Гражданской войнах бронепоезда осуществили рискованный рейд на двести километров глубоко в тыл противника. Баку и Апшеронский полуостров был занят ими в течение 23 часов. За успешно проведённую операцию М. Г. Ефремов, комиссар отряда И. Г. Дудин, 4 командира и 6 бойцов головного бронепоезда были награждены орденом Красного Знамени.
Победа Советов и провозглашение независимой Азербайджанской ССР имело значительное политико-стратегическое и экономическое значение. В советское время среди точек зрения на события были то, что бакинская операция способствовала крушению планов Антанты и укреплению тыла Красной Армии, что помощь Красной Армии обеспечила твёрдую победу Советской власти в Азербайджане и усилило революционные силы во всём Закавказье. В ноябре 1920 года И. В. Сталин в беседе с корреспондентом «Правды» сказал:

Важное значение Кавказа для революции определяется не только тем, что он является источником сырья, топлива и продовольствия, но и положением его между Европой и Азией, в частности, между Россией и Турцией, и наличием важнейших экономических и стратегических дорог (Батум — Баку, Батум — Тавриз, Батум — Тавриз — Эрзерум). 

Всё это учитывается Антантой, которая, владея ныне Константинополем, этим ключом Чёрного моря, хотела бы сохранить прямую дорогу на Восток через Закавказье.

Кто утвердиться в конце концов на Кавказе, кто будет пользоваться нефтью и наиважнейшими дорогами, ведущими в глубь Азии, революция или Антанта, — в этом весь вопрос.

Освобождение Азербайджана значительно ослабило позицию Антанты на Кавказе....

Бакинская операция положила начало распространению власти Компартии в Закавказье. Спустя несколько дней после советизации Азербайджана, в соседней Армении вспыхнуло восстание, а в Грузии была предпринята попытка государственного переворота, подавленные правительствами этих стран. Часть армянских повстанцев отступила на территорию Советского Азербайджана, где из них был сформирован Армянский Красный повстанческий полк (1-й Казахский повстанческий полк), участвовавший в свержении армянского правительства и установлении в Армении Советской власти. Во время советизации Грузии Азербайджанская сводная военная школа находилась в группе войск, оказавших поддержку грузинским повстанцам со стороны Пойлы.
Установление со стороны Советской России контроля над бакинской нефтью также решило проблему топливного снабжения страны (по АСЭ бакинская операция обеспечила её нефтью). Тем более, что советизация Азербайджана совпала с польским наступлением на Украине. В. И. Ленин, выступая 29 апреля на Всероссийском съезде рабочих стекло-фарфорового производства, следующим образом охарактеризовал сложившуюся обстановку:

Вчерашний день принёс нам две новости: первая из них весьма печальная... Свою последнюю политику лавирования вокруг переговоров с нами о мире польское правительство решило бросить и открыть военные действия на более широком фронте. Польша взяла уже Житомир и идёт на Киев... С другой стороны, вчера же нами была получена весть из Баку, которая указывает, что положение Советской России направляется к лучшему; мы знаем, что наша промышленность стоит без топлива, и вот мы получили весть, что бакинский пролетариат взял власть в свои руки и сверг азербайджанское правительство. Это означает, что мы имеем теперь такую экономическую базу, которая может оживить всю нашу промышленность.

### Судьба победителей и «классовых врагов»
Тотчас после установления Советской власти в Баку начались преследования «классовых врагов», приверженцев старого режима и интеллигентов. Нередко происходили беспричинные аресты; «буржуев» избивали и грабили прямо на улицах, а реальных и предполагаемых противников новой власти доставляли на остров Наргин, где их расстреливали.
Попытка членов правительства бежать из города также потерпела неудачу. Отряд турецких аскеров захватил его и сдал в полном составе прибывшему 29 апреля в Баку штабу Красной армии. Первым на вокзал прибыл Насиб-бек Усуббеков. Его схватили в тот момент, когда с чемоданом, набитым деньгами, он садился в поезд. При обыске было обнаружено деньгами и ценными бумагами 98 млн рублей. Позже Г. К. Орджоникидзе и С. М. Киров сообщали, что во время первомайского праздника «колоссальное впечатление произвело награждение орденами Красного Знамени азербайджанского комиссара по военно-морским (делам) и турецкого коммуниста, занявшего с группой аскеров вокзал во время переворота, не давшего возможности правительству бежать».
Турецкий коммунист Мамед Тахиров и два его товарища арестовали военного губернатора Баку, генерал-майора М. Г. Тлехаса. В дни апрельского переворота в Баку аресту подверглись также иностранные дипломаты, военнослужащие, торговые и экономические представители общей численностью до 400 человек, в том числе 32 английских офицера во главе с первым лордом Британского военно-морского адмиралтейства Б. Фрезером.
На следующий день после свержения азербайджанского правительства нарком юстиции А. Караев предложил председателю Верховного революционного трибунала Теймуру Алиеву принять дела об убийстве Мир Фаттаха Мусеви, Ашума Алиева и Али Байрамова. Суд по делу А. Байрамова приговорил десятерых человек к смертной казни, в том числе военного губернатора Баку М. Тлехаса и Бакинского полицмейстера Р. Мирзоева; ещё несколько человек получили смертный приговор заочно, в их числе член ЦК партии «Мусават» Ш. Рустамбеков. За организацию в 1907 году убийства Ханлара Сафаралиева АзЧК также был расстрелян управляющий Нафталанским обществом инженер Абузарбек.
По обвинению в убийствах и истязаниях коммунистов и пленных красноармейцев, а также издевательствах над мирным населением и жестоком подавлении революционных выступлений, в начале мая по постановлению АзЧК расстреляли 21 белогвардейца, в том числе генералов С. И. Руднева, Пашковского, Раздорского, Юденича, Дмитриева, Н. Г. Тетруева. В июле на острове Наргин были расстреляны 12 офицеров азербайджанской армии, в числе которых начальник Бакинского укрепрайона, генерал И. Усубов; впоследствии организация расстрела была объявлена ошибочной. Особый отдел арестовал генерал-майора В. Д. Каргалетели (Шапура), который был «предназначен к расстрелу». Его освободили из тюрьмы по поручительству Буду Мдивани и направили по рекомендации последнего в Решт (Персия) как начальника Главного штаба Персидской Красной армии.
Некоторым, прежде всего тем чиновникам, которые при мусаватистах занимали подчинённое положение, удалось избежать смерти, поскольку революционеры нуждались в их помощи. В защиту сына бакинского миллионера Г. З. Тагиева встал Н. Нариманов, а лидера мусаватской партии М. Э. Расулзаде от расстрела спас И. В. Сталин.
Судьба государственных деятелей АДР сложилась по-разному. Одни (например Ф. Хойский, Х. Хасмамедов, Х. Султанов) покинули страну, а другие (например М.-Ю. Джафаров, М.-Г. Гаджинский, Д. Гаджинский, М. Гаджинский, А. Пепинов и Х. Мелик-Асланов) остались в Азербайджане и продолжали работать в различных учреждениях. Позже некоторые из оставшихся, в основном в 1930-е годы, будут репрессированы.
Аналогичным образом сложилась судьба азербайджанских революционеров и активных участников борьбы за Советскую власть. Во время Большого террора в Азербайджане будут расстреляны Г. Султанов, Ч. Ильдрым, М. Д. Гусейнов, А. Караев и другие. М. Г. Ефремов погибнет во время Великой Отечественной войны.
В отличие от правого крыла партии «Мусават», лидеры которого бежали за границу, левому крылу позволили дальше существовать. После усиления репрессий со стороны Азербайджанского ЧК мусаватисты в 1923 году добровольно распустили партию на основании того, что с провозглашённой до этого Советами национальной программой её деятельность стала ненужной. Те же партийные функционеры, что выехали из страны после победы Советской власти, вначале обосновались в соседней Грузии. В Тифлисе мусаватисты организовали «Комитет спасения Азербайджана».

### Дальнейшие события
Следствием советизации Азербайджана стала последующая Энзелийская операция по овладению остатками белогвардейского флота на Каспийском море. Со стороны Ленкорани кавалерийский дивизион в мае перешёл иранскую границу и, овладев иранской Астарой, продолжил своё движение до Энзели. Наряду с Энзелийской операцией советские части также осуществили вооружённый рейд на территорию Иранского Азербайджана, участие в котором приняли воинские подразделения Советского Азербайджана (например 7-й Ширванский пехотный полк).
Проблемы прежнего правительства теперь легли на Советский Азербайджан. Под руководством Азревкома азербайджанская армия некоторое время ещё вела боевые действия против Грузии и Армении. 7 мая Грузия и Советская Россия подписали мирный договор и 12 мая дополнительное соглашение к нему. Вышедшей на грузино-азербайджанскую границу XI Красной Армии оставалось только наблюдать за столкновениями между Советским Азербайджаном и Грузией. Она стала выполнять миротворческие функции и активно содействовала разведению сторон. По давление Реввоенсовета XI Красной Армии Азревком 27 мая заключил с Грузией соглашение о перемирии.
2 июня два советских государства (Россия и Азербайджан) с одной стороны и Армения с другой пришли к договорённости о прекращении огня в Карабахе, Зангезуре, Нахичевани и Казахском уезде, но конфликт между ними продолжался вплоть до декабря 1920 года.
На первых порах азербайджанская армия была сохранена. На базе её частей началось формирование соединений и частей новообразованной Азербайджанской Красной армии, но после Гянджинского мятежа все они были расформированы. Некоторые высокопоставленные военные (А. Шихлинский, С. Мехмандаров) перешли на работу в новые органы власти.
В одном из своих актов «Азербайджанский Временный Военно-Революционный Комитет» объявил в числе своих главных непосредственных задач осуществление социалистических преобразований, охрану независимости Азербайджана, тесную связь с Россией и др. Новая власть приступила к созданию нового государственного строя и формированию социалистической экономики (на тот момент проводилась политика военного коммунизма). Были изданы декреты о конфискации беко-ханских, церковных, мечетских, вакуфных земель и передаче их без всякого выкупа крестьянам; о национализации всей крупной промышленности. Азревком упразднил все сословные деления, ограничения и привилегии, титулы и чины; органы государственного управления прежнего режима были ликвидированы. 19 мая 1921 года I Всеазербайджанский съезд Советов принял первую Конституцию Азербайджана, образцом для которой послужила Конституция РСФСР 1918 года.
Через месяц после захвата Баку начались брожения среди азербайджанцев, оправившихся от деморализующего шока, вызванного молниеносным захватом их страны. Оппозиция не была единой или сколько-нибудь организованной, хотя и имелись 2 основных центра антисоветской политической деятельности: созданный беженцами в Тбилиси Комитет национального спасения и тайная организация молодых мусаватистов. Главным вызовом коммунистической власти была спонтанная реакция населения, недовольного крупными реквизициями продовольствия, своевольными действиями советского правительства, а также его воинственным секуляризмом. Недовольство также распространилось и на азербайджанских военных, которые были возмущены попытками переделать азербайджанскую армию по советскому образцу, что сопровождалось увольнением офицеров и роспуском подразделений. Решение сместить начальника гянджинского гарнизона и офицеров его штаба спровоцировало первое и самое кровопролитное из азербайджанских восстаний. Таким образом, с опозданием начались настоящие сражения за Азербайджан. Следом за Гянджой последовали восстания и в других регионах Азербайджана, которые были окончательно подавлены только к 1924 году.
После установления Советской власти, Азербайджан сохранил свою независимость. Как писал доктор философии по истории П. Ф. Гёзалов, большевики, увидев отсутствие стремления стран Востока к революционным преобразованиям, «в угоду своим политическим интересам отказались от идеи сохранения независимости Азербайджана». Первым шагом на пути потери независимости стало создание в 1921 году Закавказской Советской Федеративной Социалистической Республики (ЗСФСР) и завершилось образованием 30 декабря 1922 года СССР.

## Оценки и характеристика событий
Выходившая в Азербайджане в 1920-х годах литература именовала события того времени «Апрельской революцией». Под этим названием в Азербайджане отмечался день 28 апреля 1920 года. Так, резолюция пленума ЦК АКП(б) в мае 1935 года называлась «О подготовке к празднованию 15-летия Апрельской революции в Азербайджане». Начиная с периода репрессий 1937—1938 годов определение «Апрельская революция» исчезло со страниц партийных и советских документов, а также постепенно и со страниц печатных изданий.
По мнению американского историка Ф. Каземзаде, тот факт, что XI Красная Армия вступила в Азербайджан ещё до того, как к ней за помощью обратились официально, а выступление бакинских большевиков было организовано в тесном с ней взаимодействии, свидетельствует о том, что свержение правительства «Мусавата» произошло «благодаря мощи воспрянувшей России». Целью же отправлений телеграмм Азревкома в Москву, на его взгляд, являлась демонстрация того, что свержение азербайджанского правительство было делом местных большевиков, а не российской оккупации. Он считает, что «националистическое притяжение „мусавата“ было настолько сильным, что никакая сила в пределах самого Азербайджана не могла противостоять ему. Только внешняя сила могла смести и поставить коммунистов на место правящей партии».
Чарльз Уоррен Хостлер, Майкл Смит, Йорг Баберовски называют действия XI Красной Армией «оккупацией». С. Э. Уимбуш писал, что азербайджанское государство было завоёвано Красной Армией силой. Согласно российскому автору А. Б. Широкораду, «вторжение советских войск в Азербайджан производилось по стандартному большевистскому сценарию: местный ревком поднимает настоящее или „виртуальное“ восстание рабочих и сразу же обращается за помощью к Красной армии. По этой схеме действовали свыше 50 лет — вторжение в 1956 году в Венгрию, в 1968 году в Чехословакию и т. д.»
Опровергая точку зрения о «военном вмешательстве» Советской России, советские авторы утверждали, что Советскую власть в трёх республиках Закавказья устанавливали местные элементы, а в задачу воинских формирований РСФСР входило «оказание им интернационалистской помощи братского русского народа в социальном и национальном освобождении, а также их желание обезопасить борьбу трудящихся Закавказья за независимость от вмешательства империалистов Антанты и Турции». Советско-азербайджанский историк Дж. Гулиев со своей стороны считал, что «советская власть не навязана азербайджанскому народу извне „внешними силами“, как утверждают буржуазные историки, — она победила здесь благодаря революционной борьбе тех социальных сил, которые созрели в самих недрах азербайджанского народа».
Немецкий историк Й. Баберовски считает, что конфликты в сельской местности, которые рассматривались советскими историками как конфликты между землевладельцами и крестьянами, как выражение революционного крестьянского движения, являлись не более чем конфликтами между крестьянскими общинами, враждовавшими друг с другом из-за земель и пастбищ, причём порой местные беки сами натравливали «своих» крестьян против крестьян соседних селений. Он указывает, что лишь отдельные беки и ага Бакинской и Елизаветпольской губерний были зажиточными, в то время как большинство из них разделяли бедственное экономическое положение крестьян. Таким образом, он заключает, что не было никакого крестьянского движения.
По мнению польского историка Т. Свентоховского, мусаватское правительство пало не из-за отсутствия поддержки со стороны широких народных масс, а ввиду того, что «…широкие массы продолжали оставаться на уровне сознания уммы» с безразличием к местной или иностранной власти. Важнейшим фактором падения АДР азербайджанский историк Р. Мустафа-заде называл «близость стратегических устремлений кемалистской Турции и Советской России в данном регионе».
Американский исследователь Майкл Смит, анализируя азербайджанское национальное сознание, указывает на то, что религиозные чувства народа не переросли в настоящий национализм, и добавляет: «в шиитском сознании народа АДР не стала земным воплощением конца времён, завершением истории, поскольку над этим сознанием довлели экономическая разруха, массовая безработица, нехватка еды и эпидемии». Т. Свентоховский также высказывает мысль, что

«идея азербайджанского национального государства не пустила глубоких корней среди различных слоёв населения, сам термин „национализм“ либо не был этими слоями понят, либо же был для них созвучен с понятием ругани или бранного словечка. Этим обстоятельством умело воспользовались коммунисты, которые вели пропаганду против Азербайджанской Демократической Республики. Этим можно объяснить, почему так легко и безболезненно была свергнута республика».

Российский историк В. М. Муханов находит крайне низкую поддержку правительства и проводимого им курса со стороны населения. Об этом, по его мнению, свидетельствует то, что в Баку и окрестностях вступившей Красной армии не было оказано ожесточённого сопротивления и массовых антисоветских выступлений. В отличие от Грузии и Армении, где подготовленные Москвой антиправительственные выступления потерпели неудачу, правительство Азербайджана потеряло власть при первой же попытке отнять её, в чём В. М. Муханов видит шаткость позиций правительства.
26 апреля 1991 года в Бакинской высшей партийной школе состоялась научно-теоретическая конференция «Установление Советской власти в Азербайджане: диалектика национальной государственности и социального прогресса», призванная, как отметил на её открытии филолог и кандидат исторических наук Р. Г. Агаев, положить начало новому научному видению дня 28 апреля. По замечанию философа, академика А. Ф. Дашдамирова

28 апреля и 28 мая олицетворяют в исторической памяти народы противоположные политические системы и ценности, политическое противостояние противоборствующих сил того времени. Но для нынешнего поколения азербайджанского народа эти даты символизируют иное — этапы, пусть очень разные, но единого исторического процесса возрождения, развития и укрепления азербайджанской национальной государственности, консолидации и развития азербайджанской нации.

Выступивший с докладом историк Дж. Гулиев расценивал 28 мая 1918 и 28 апреля 1920 годов как части единого процесса, допуская мысль, что Азербайджанская Демократическая Республика подготовила предпосылки для создания Азербайджанской Советской Социалистической Республики. Другой историк, академик А. Сумбатзаде, в своём выступлении подчеркнул, что идеи суверенитета и государственности, которые стали осуществляться в период АДР, были укреплены и получили своё развитие в советский период, а потому 28 мая и 28 апреля должны занять достойное место в истории азербайджанского народа.
В Конституционном акте о восстановлении государственной независимости Азербайджанской Республики, принятом 18 октября 1991 года, события апреля 1920 года были охарактеризованы как «оккупация»: «27—28 апреля 1920 года РСФСР, грубо поправ международные правовые нормы, без объявления войны ввела в Азербайджан части своих вооружённых Сил, оккупировала территорию суверенной Азербайджанской Республики, насильственно свергла законно избранные органы власти и положила конец независимости, достигнутой ценой огромных жертв азербайджанского народа».
Совсем противоречивым является Распоряжение президента Азербайджана Ильхама Алиева от 15 февраля 2008 года О 90-летнем юбилее Азербайджанской Демократической Республики. С одной стороны в этом документе используется термин «Апрельская оккупация», а с другой говорится, что «28 апреля 1920 года была создана вторая республика — Азербайджанская Советская Социалистическая Республика. Республика, которой удалось в течение двух лет сохранить свою независимость», но «после вхождения в 1922 году в состав СССР сумела сохранить лишь формальные атрибуты независимости», а нынешний Азербайджан именуется четвёртой республикой (то есть период Советского Азербайджана с 1922 по 1991 год, согласно тексту Распоряжения, является третьей республикой).

## Память
В честь 25-летия установления Советской власти в Азербайджане был создан полнометражный документальный фильм «Страна вечных огней» (режиссёр Г. Сеидзаде, 1945 год). Спустя пять на экраны вышла картина «Советский Азербайджан» (режиссёры М. Дадашов, Ф. Киселёв), посвящённая 30-летию установления Советской власти в Азербайджане.
В честь даты провозглашения Советской власти в Азербайджане одна из улиц Баку называлась «28 апреля». Такое же название носила станция Бакинского метрополитена (ныне станция метро «28 мая»).

### В культуре
- Художник Ф. А. Модоров написал картины «Освобождение Баку» (1928) и «Встреча бронепоезда „III Интернационал“ в Баку в 1920 году» (1933), в которой показывает торжество встречи Красной армии трудящимися столицы Азербайджана.
- В 1980 году при въезде в Баку со стороны Сумгаита был сооружён памятник XI-й Красной армии (архит. А. Суркин, скульптор Т. Мамедов)[301].
- С приходом в 1920 году русских и занятием ими Баку заканчивается роман «Али и Нино».

#### Отражение в кинематографе
- Апрельский переворот в Баку запечатлён в таких историко-биографических картинах, как «Звёзды не гаснут» (1971, режиссёр А. Ибрагимов), рассказывающей о жизни Наримана Нариманова, и «Сигнал с моря» (1986, режиссёр Д. Мирзоев), посвящённой Чингизу Ильдрыму.
- О борьбе азербайджанских крестьян против помещиков и мусаватистов в 1919 году рассказывается в таких фильмах, как «Крестьяне» (режиссёр С. Марданов) и «Мститель из Гянджабасара» («Гатыр Мамед», 1974, режиссёр Р. Оджагов). Установлению Советской власти в Мугани и Ленкорани посвящён фильм «Оазис в огне» (1978, режиссёр Ш. Махмудбеков), в Карабахе — «Жди меня» (1980, режиссёр К. Рустамбеков).
- В одном из эпизодов седьмого сезона телесериала «Игра престолов» было экранизировано реальное событие из истории Азербайджана, произошедшее в 1920 году. Речь идет о пятой серии седьмого сезона, в которой Дейенерис Таргариен при поддержке дотракийцев разбила войска Ланнистеров: «Это происходит на поле брани, когда дотракийцы повергли Ланнистеров. Они впервые снимают одежду с поверженных врагов. В Азербайджане во время русской оккупации участники боев занимались мародёрством, снимая с врагов хорошие пальто, и эта идея мне очень понравилась. После войны большевиков трудно было отличить от демократов, потому что они крали друг у друга одежду. Мне эта идея понравилась. Дотракийцы забирали у врагов их накидки и оружие. Правда, оружие им было не особо нужно, а вот накидки помогали согреться. Я хотел показать зрителям, как они забирают себе нужные вещи. В ваших руках есть две разные вещи. Я хотел объединить две сюжетные линии. На войне мы все одинаковы», — сказал британский дизайнер Мишель Клептон[302].

### Статьи
- Гусейнов И. Победа Советской власти в Азербайджане в 1920 году и помощь XI Красной Армии // Труды Института истории партии при ЦК ВКП(б) Азербайджана. — Баку, 1952. — Т. XVIII.

### Монографии
- Агамалиева Н., Худиев Р. Азербайджанская Республика. Страницы политической истории 1918-1920 г.г. — Баку: Сабах, 1994.
- Веселов В. Большевики в Азербайджане (конец апреля - начало июня 1920 года) — М.: Родина, 2021 — 192 с. - ISBN 978-5-00180-223-5
- Волхонский М., Муханов В. По следам Азербайджанской Демократической Республики. — М.: «Европа», 2007. — С. 198. — ISBN 978-5-9739-0114-1.
- Дарабади П. Военно-политическая история Азербайджана (1917-1920 годы). — Баку: Изд.дом «Кавказ», 2013.
- Дарабади П. Военные проблемы политической истории Азербайджана начала XX века. — Баку: Элм, 1991.
- Искендеров М. С. Из истории борьбы Коммунистической партии Азербайджана за победу Советской власти. — Баку: Азербайджанское гос. издат., 1958.
- Краснознамённый Закавказский: Очерки истории Краснознамённого Закавказского военного округа. — Тбилиси: Сабчота Сакартвело, 1981.
- Кадишев А. Б. Интервенция и гражданская война в Закавказье. — М.: Воениздат, 1960.
- Катибли М. Чингиз Ильдрым (биографический очерк). — Баку: Азербайджанское гос. изд-во, 1964.
- Муханов В. М. Грузинская Демократическая Республика: от первых дней независимости до советизации. — М.: МГИМО-Университет, 2018.
- Токаржевский Е. А. Из истории иностранной интервенции и гражданской войны в Азербайджане. — Баку: Изд-во АН Азербайджанской ССР, 1957.